# Hörgerät
Ein Hörgerät ist ein Hilfsmittel, welches der Reduzierung eines Funktionsdefizits des Hörorgans und damit der Verbesserung des Sprachverständnisses und der sozialen Eingliederung Hörgeschädigter dient. Kindern mit Hörminderung soll durch Hörgeräte der Spracherwerb ermöglicht bzw. die Sprachentwicklung gefördert und der Schulbesuch ermöglicht werden. Ferner werden Hörgeräte als Bestandteil einer Tinnitustherapie eingesetzt. Die Wirksamkeit ist hierzu jedoch nicht eindeutig nachgewiesen.

## Geschichte

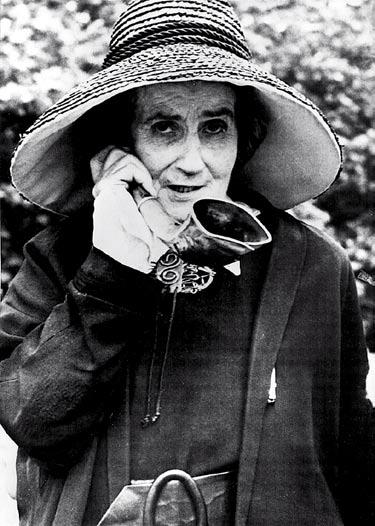
Elisabeth de Meuron mit einem Hörrohr

Die ersten Hörhilfen standen im 17. Jahrhundert als Hörrohre zur Verfügung. Dabei handelte es sich um einen Trichter, der den Schall verstärkte. Die Wirkung war noch recht bescheiden, doch gelang bereits eine Verstärkung um etwa 20 bis 30 Dezibel, für einen damals Schwerhörigen eine beträchtliche Verbesserung. Ludwig van Beethoven ließ sich eine solche Hörhilfe um 1813 von Johann Nepomuk Mälzel anfertigen.
Erst mit Verbreitung der 1876 erfundenen Telefontechnik gab es auch eine Weiterentwicklung bei den Hörgeräten. Werner von Siemens erfand für Schwerhörige 1878 einen eigenen Telefonhörer. 1896 erfand der Engländer Bertram Thornton ein Tischhörgerät, das ein Kohlemikrophon hatte. Aufgrund dieser Erfindung produzierte die Acouphone Company ab 1898 serienreife Hörgeräte.
1898 nutzte Miller Reese Hutchinson die Kohlemikrofon-Technik, um das erste transportable Hörgerät zu bauen. 1901 meldete er in New York ein Patent für sein „Acoustikon“ an, das die bisher rein mechanische Hörrohrtechnik revolutionierte. Das zwölf Kilogramm schwere Gerät bestand aus einem Kohlemikrophon zur Schallaufnahme, einem Verstärker sowie einem Lautsprecher, der ans Ohr gehalten werden musste. 1902 wurden handlichere Geräte erfunden, bei denen das Mikrophon mit der Hand gehalten und Verstärker und Batterien um den Hals gehängt wurden.
Ab 1910 gab es gleichfalls von Siemens, jedoch nur für Werksangehörige und deren Familien, Geräte, die nicht nur den Telefonton, sondern auch den Umgebungsschall verstärkten. 1913 kam, nunmehr von der Firma Siemens & Halske, ein überarbeitetes Modell unter dem Namen Phonophor in den freien Verkauf, bestehend aus Batterie, Mikrofon und Hörer, diese Komponenten dabei in einem speziellen Handtäschchen oder Köfferchen mitnehmbar. Ab 1914 wurden die „Phonophore“ mit einem speziell dafür gefertigten Einsteckhörer, „Ohrsprecher“ genannt, ausgestattet. Damit war das Gerät nicht nur unauffälliger, sondern konnte mit dieser Miniaturisierung die Schallverstärkung auch gezielter am Ohr zur Wirkung bringen.
In den 1920er Jahren waren dann Röhren-Tischgeräte erhältlich. Bei diesen konnte man die Verstärkung für verschiedene Frequenzbereiche getrennt einstellen. Tiefe Töne empfand der Hörende nun nicht mehr als zu laut und hohe Töne nicht mehr als zu leise. Als Nachteil schlug unverändert die Gerätegröße zu Buche und ihre Bindung an Strom aus der Steckdose, was einen mobilen Gebrauch ausschloss. Schiffsbauingenieure erfanden 1920 das leistungsfähigere „Vactuphone“, ein Hörgerät mit Elektronenröhren, das die Schallwellen in elektronische Signale umwandelte und diese verstärkte. Diese unhandlichen Hörgeräte wurden bis in die 1950er Jahre verwendet.
Im Jahr 1947 wurde durch die Erfindung des Transistors auch die Hörgerätetechnologie verändert. Er ermöglichte mit seiner platz- und stromsparenden Verstärkertechnik eine Verbesserung der Geräte. Die Hörhilfen wurden bald so klein, dass man sie nicht mehr in der Hand, sondern hinter dem Ohr tragen konnte.
Durch die Verwendung von winzigen Subminiaturröhren als Verstärkerelemente konnte die Elektronik schließlich so weit miniaturisiert werden, dass die Hörgeräte in den 1950er Jahren Westentaschenformat erreichten, wodurch sie mitgeführt werden konnten. Normale Batterien lieferten Strom für ihren Betrieb. Diese Taschengeräte waren sehr teuer, nur ein kleiner Teil der damals häufig von kriegsbedingten Hörschädigungen betroffenen Menschen konnte sich die Ausgabe leisten.
Am 29. Dezember 1952 bot die Firma Sonotone Corporation in Elmsford (New York) erstmals Hörgeräte auf Transistorbasis an. Der Schall wurde per Kabel mit einem damit verbundenen Lautsprecher ins Ohr transportiert. Die Miniaturisierung der Geräte kam damit wieder einen Schritt voran. Sie erreichten nun bereits die Größe einer Zigarettenschachtel.
In den 1960er Jahren wurden die modernen hinter dem Ohr getragenen Hörgeräte entwickelt. Zuerst kamen einkanalige, hinter dem Ohr getragene Analoggeräte. Diese hatten relativ große Batterien, deren Ladung teilweise nur einen Tag hielt. Im Jahr 1966 führte die Firma Siemens Audiologische Technik in Erlangen das weltweit erste Im-Ohr-Hörgerät mit der Produktbezeichnung „Siretta 339“ ein.
Mit der Entwicklung der digitalen Tonverarbeitung erfolgte der Übergang von der analogen zur effizienteren digitalen Technologie. Project Phoenix stellte 1988 das erste DSP (Digitaler Signalprozessor-Chips)-Hörgerät der Welt her. Moderne digitale Hörhilfen sind mit einem winzigen programmierbaren Computer bestückt, der Tonsignale auf verschiedenen Frequenzen verstärkt und auch die Hörfähigkeit stark schwerhöriger Personen verbessern kann. Mit der Miniaturisierung verschwinden Hörgeräte im Ohrkanal und erhalten eine natürlichere Klangtreue. Auch die leistungsfähigeren Hinter-dem-Ohr-Hörgeräte wurden kleiner und diskreter. Mitte der 1990er Jahre wurden die ersten volldigitalen Hinter-dem-Ohr- und Im-Ohr-Hörgeräte mit einer Leistung von 40 Millionen Rechenschritten pro Sekunde in Massenproduktion hergestellt.
Mit der Digitaltechnik konnte zwischen Nutz- und Störschall unterschieden und der Störschall reduziert werden. Waren in einem Hörgerät um 1960 rund zehn Transistoren eingebaut, sind es heute (2017) etwa 20 Millionen Transistoren.
Ab den 1960er Jahren wurde mit dem Cochlea-Implantat ein neues Gerätekonzept (Verbindung von Telefontechnik mit Sprachprozessoren) für taube oder hörgeminderte Personen entwickelt, bei denen selbst leistungsstarke Hörgeräte keine ausreichende Versorgung ermöglichen.

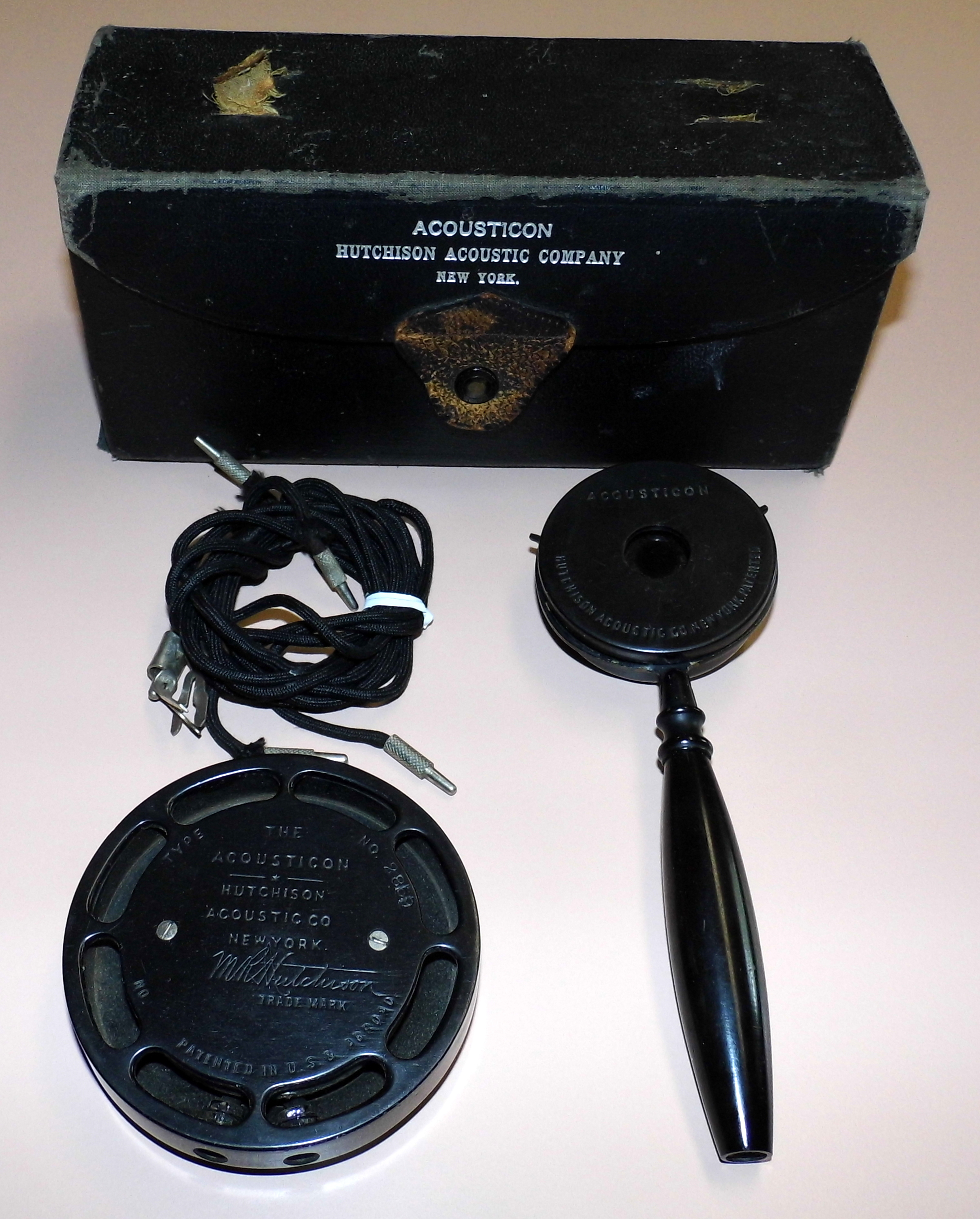
Acousticon 1904
Bell telephone 1922
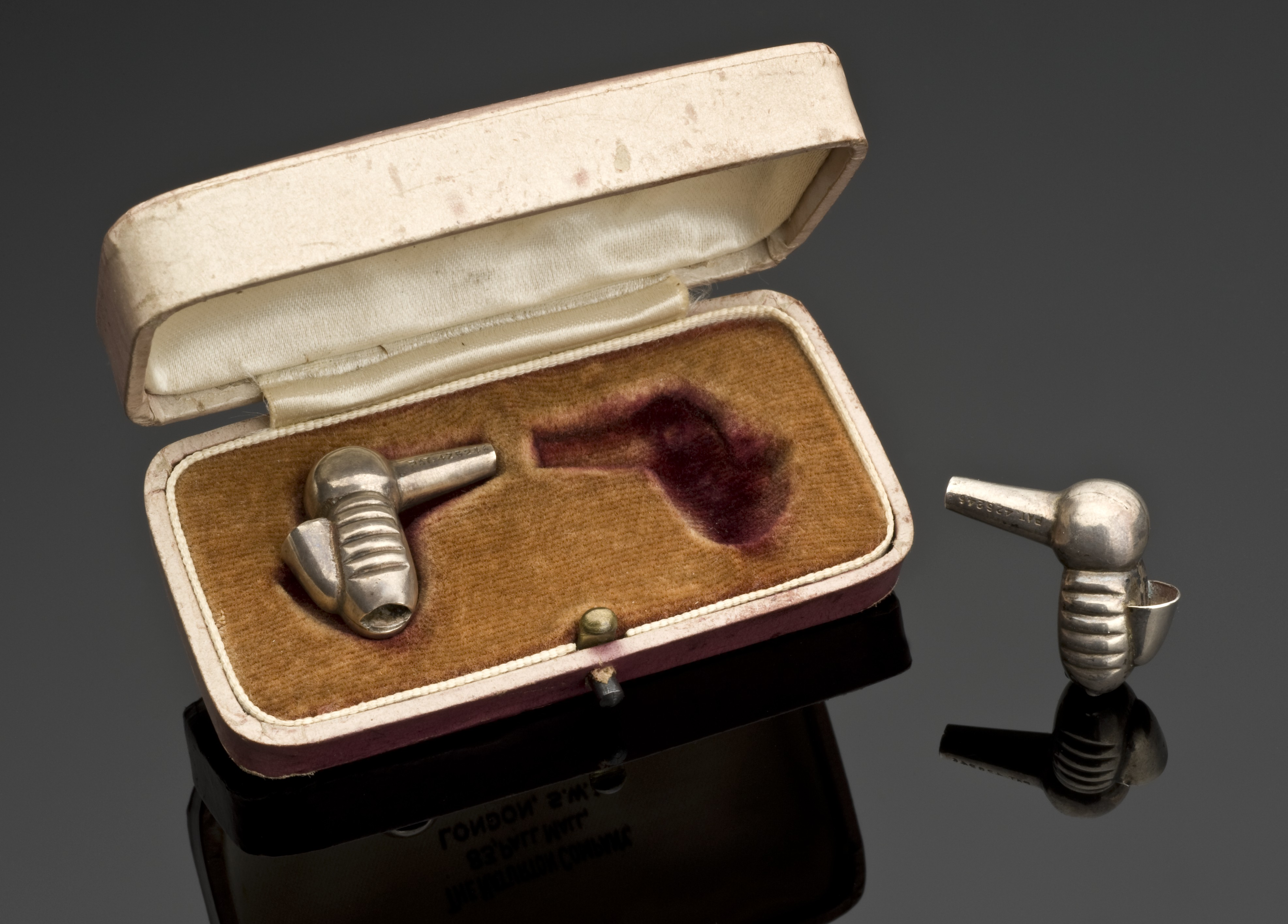
Mechanische Hörgeräte 1935
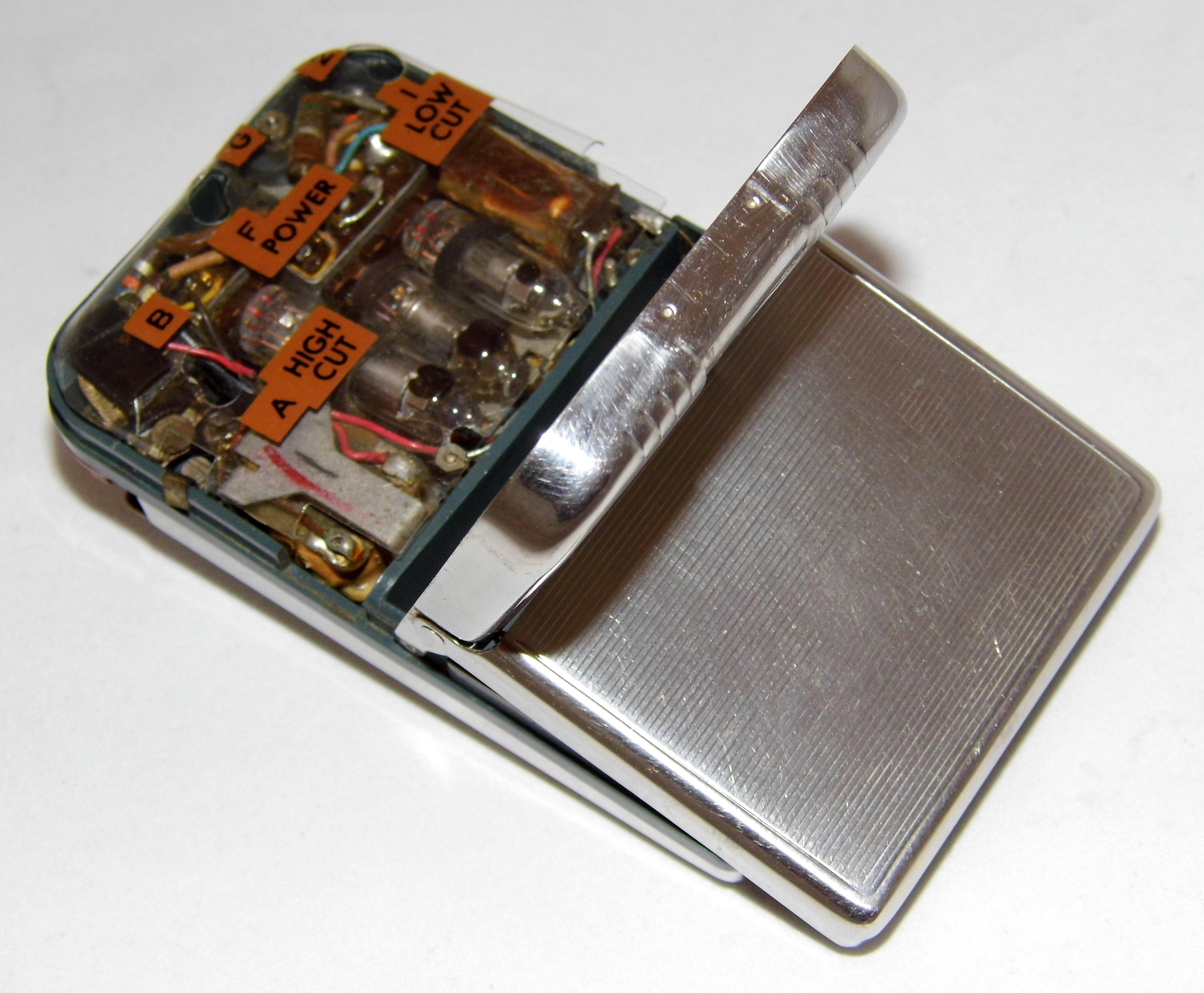
Sonotone mit Miniaturröhren 1949
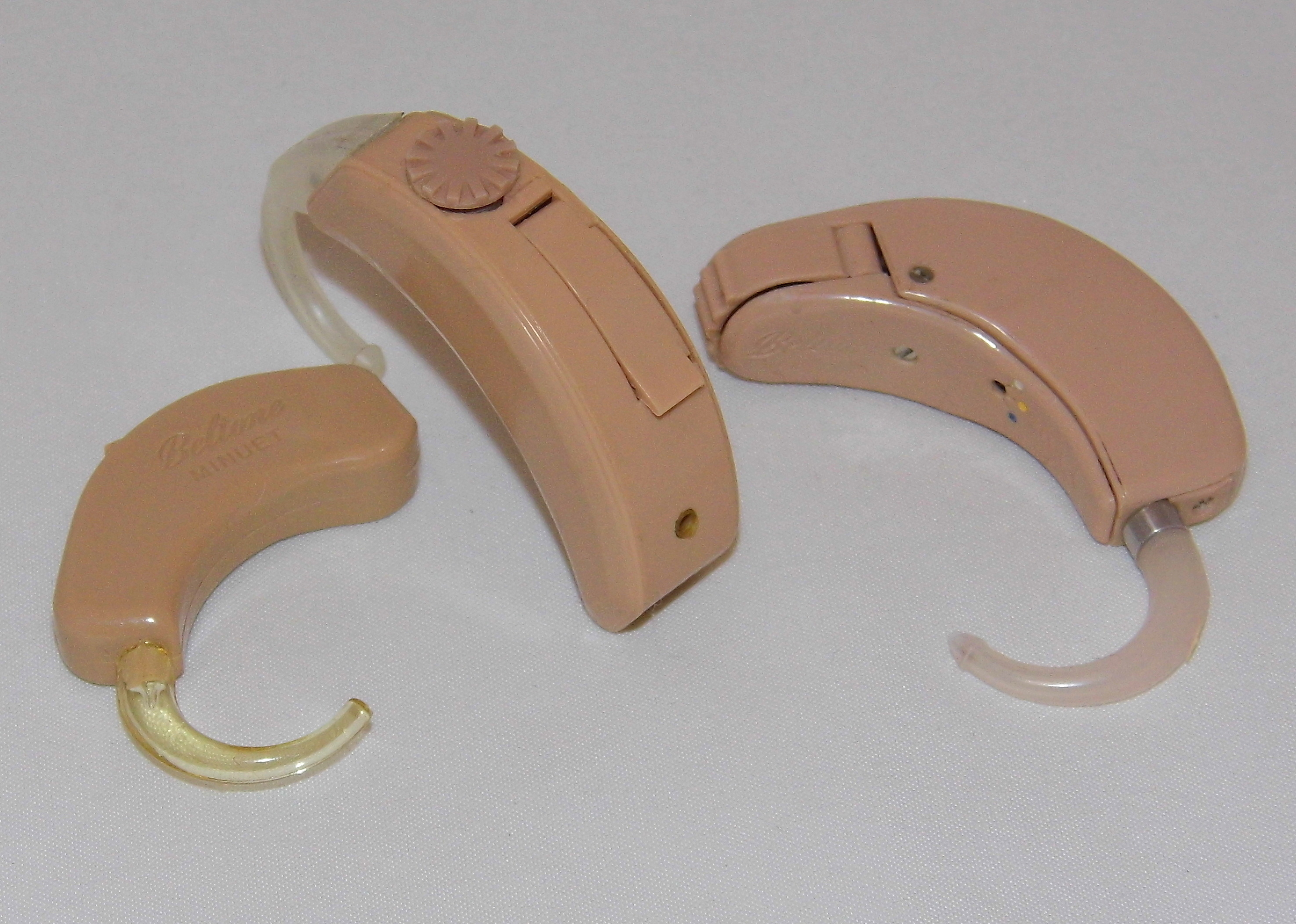
Beltone Hinter-dem-Ohr-Hörgerät um 1960
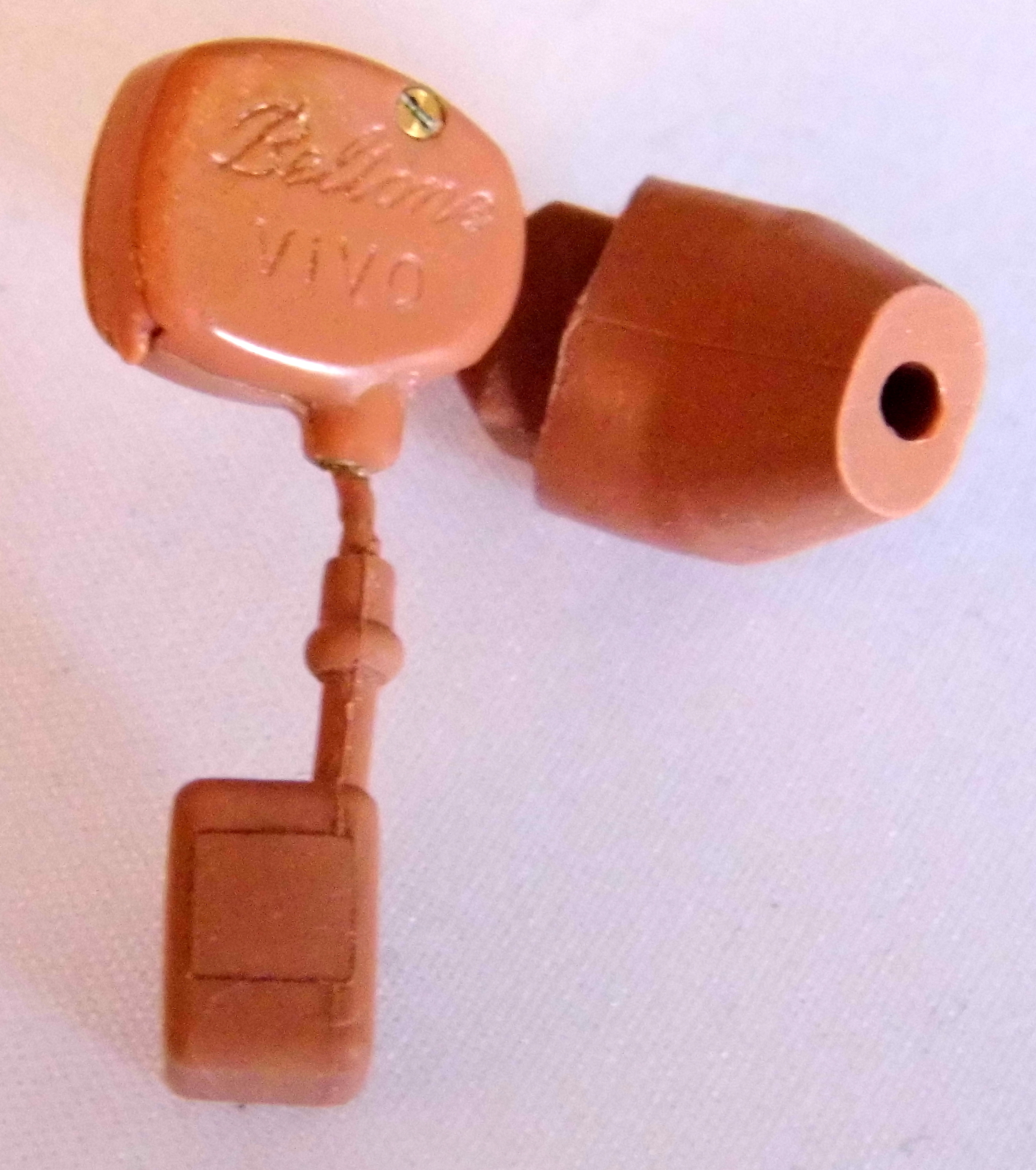
Beltone Im-Ohr-Hörgerät 1970

## Allgemeines und Funktionsweise
Im einfachsten Fall besteht ein Hörgerät aus einem Mikrofon, einem Signalverstärker, einem Lautsprecher („Hörer“, engl.: receiver) und einer Energiequelle (Batterie oder Akku). Das Mikrofon empfängt die Schallsignale aus der Umgebung, der Verstärker erhöht die Intensität dieser Signale und der Lautsprecher gibt die verstärkten Signale wieder ab. Diese elektronischen Bauteile sind in einem Gehäuse untergebracht, welches hinter dem Ohr oder im Ohr getragen wird. Der verstärkte und vom Lautsprecher ausgesendete Schall gelangt über einen Schallkanal, z. B. einen Schallschlauch, in den Gehörgang.
Je nach Art und Ausprägung der Hörschädigung haben betroffene Menschen eine zu höheren Schallpegeln verschobene Hörschwelle und eine eingeschränkte Dynamik. Das bedeutet, dass Geräusche in bestimmten Tonhöhen für Hörgeschädigte gerade hörbar, für ein gesundes Gehör aber schon eher laut sind; lautere Geräusche hingegen sind für Hörgeschädigte mitunter eher zu laut als für normal Hörende. Hörgeräte arbeiten prinzipiell mit einer frequenzabhängigen Verstärkung und Dynamikkompression, um für den Hörgeschädigten unhörbare Töne einerseits wieder hörbar zu machen und andererseits nicht unangenehm laute Pegel zu erzeugen.
Hörgeräte sind heute üblicherweise mit einem Doppelmikrofon und einem digitalen Signalprozessor ausgestattet. Dies ermöglicht umfangreiche Einstellmöglichkeiten, um einen Hörverlust individuell mit einer angepassten Verstärkung zu versorgen. Während frühere analoge Hörgeräte mit einem Verstärkungssteller, einer Pegelbegrenzung und bestenfalls mit einer Klangblende ausgestattet waren, bieten heutige digitale Hörgeräte viele separat einstellbare Kanäle, Parameter zur Dynamikkompression, Störlärm- und Rückkopplungsunterdrückung, zahlreiche Filter, dynamische Signalverarbeitungsalgorithmen, drahtlose Schnittstellen und vieles mehr. Die Anpassung von Hörgeräten erfolgt bei einem Audiologen bzw. Hörakustiker, der die entsprechenden Parameter über eine Anpass-Software auf die individuelle Hörschädigung einstellt.

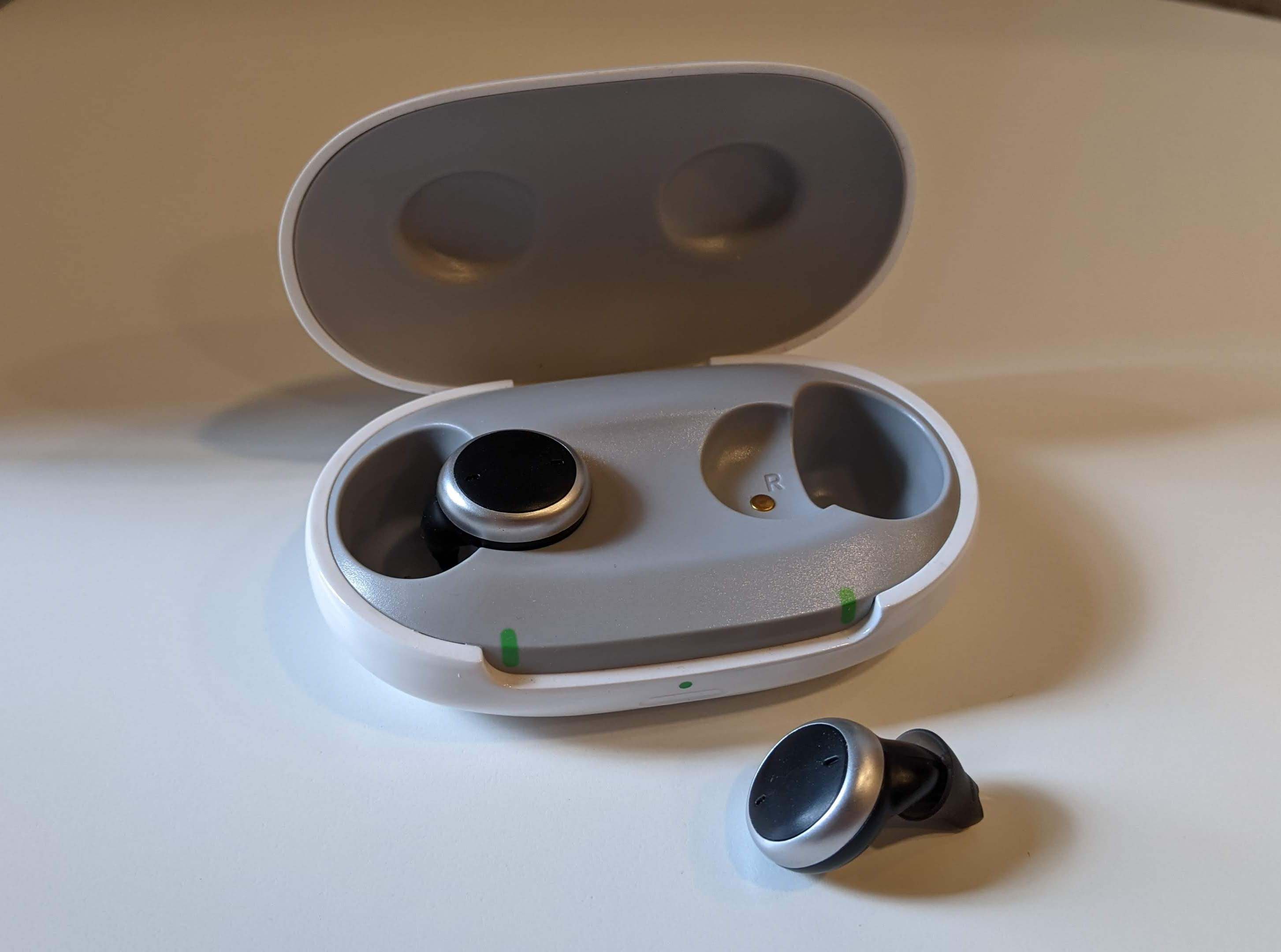
Wiederaufladbare Hörgeräte mit Bluetooth-Technik im Earbud-Design, mit Ladeetui

Die Bauformen für die häufigsten Arten von Schwerhörigkeit sind aktuell die Hinter-dem-Ohr- und die Im-Ohr-Geräte. Beide Formen können je nach Art der Konstruktion noch weiter unterteilt werden. So kann der Lautsprecher des Hinter-dem-Ohr-Geräts in den Gehörgang ausgelagert sein. Man spricht dann von einem RIC-Gerät (receiver in the channel; dt. „Lautsprecher im Gehörgang“). RIC-Hörgeräte bilden mittlerweile den größten Anteil der Hörgeräteversorgungen. Bei einseitiger Taubheit kommt eine CROS- oder BiCROS-Versorgung in Betracht. Für bestimmte Fälle von Schwerhörigkeit gibt es spezielle Formen, die etwa auf Knochenleitung basieren, sowie implantierbare und teilimplantierbare Hörsysteme.
Die Energieversorgung von Hörgeräten erfolgte zunächst nur mit Zink-Luft-Knopfzellen, welche in vier verschiedenen Größen erhältlich sind. Neben der Batterie haben sich aber inzwischen Akkus in Li-Ionen-Technik etabliert. Zunächst konnten sie bei Alterung ähnlich wie Batterien von den Hörgerätenutzern selbst ausgetauscht werden. Um Platz zu sparen, werden aber die Akkus zunehmend in Sonderformen fest verbaut, ihr Austausch kann dann nicht mehr durch die Nutzer erfolgen. Bei voller Ladung ist abhängig von Nutzungsart und Sparsamkeit der verbauten Komponenten eine Betriebsdauer von mindestens 18–20 Stunden möglich. Die Aufladung erfolgt über metallische Kontakte oder induktiv.
Aufgrund der stetigen Miniaturisierung der Digitaltechnik sind mittlerweile tausende Arten und Varianten von Hörgeräten erhältlich. Die Hörgerätetechnik zielt mittlerweile primär nicht mehr auf den alleinigen Ausgleich der Hörschädigung ab, sondern auf die Erzielung größtmöglichen Hör- und Bedienkomforts, Konnektivität und Design.

## Bauformen

### Hinter-dem-Ohr-Geräte (HdO)

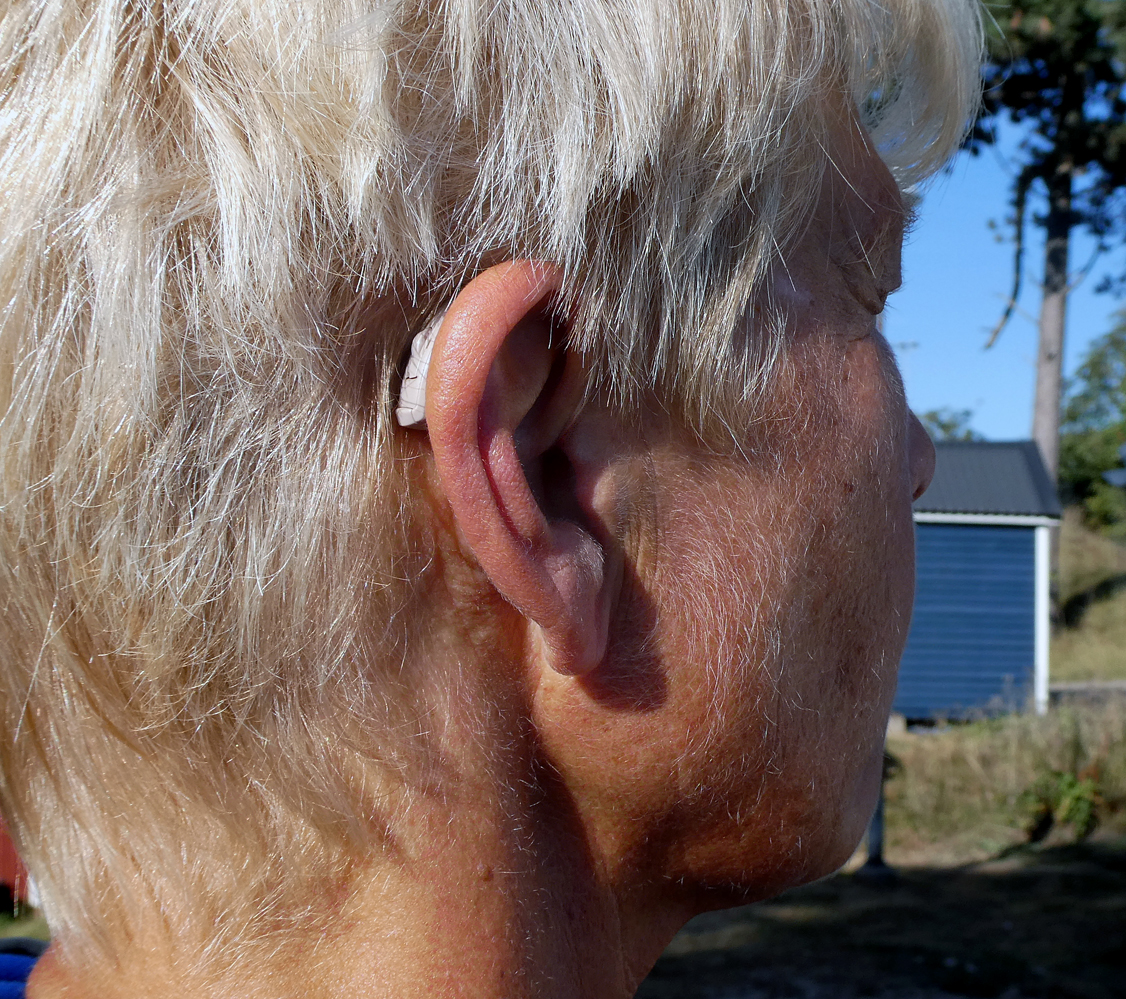
Als modernes Hinter-dem-Ohr-Hörgerät ist die Audio-Röhre zum Lautsprecher kaum sichtbar.

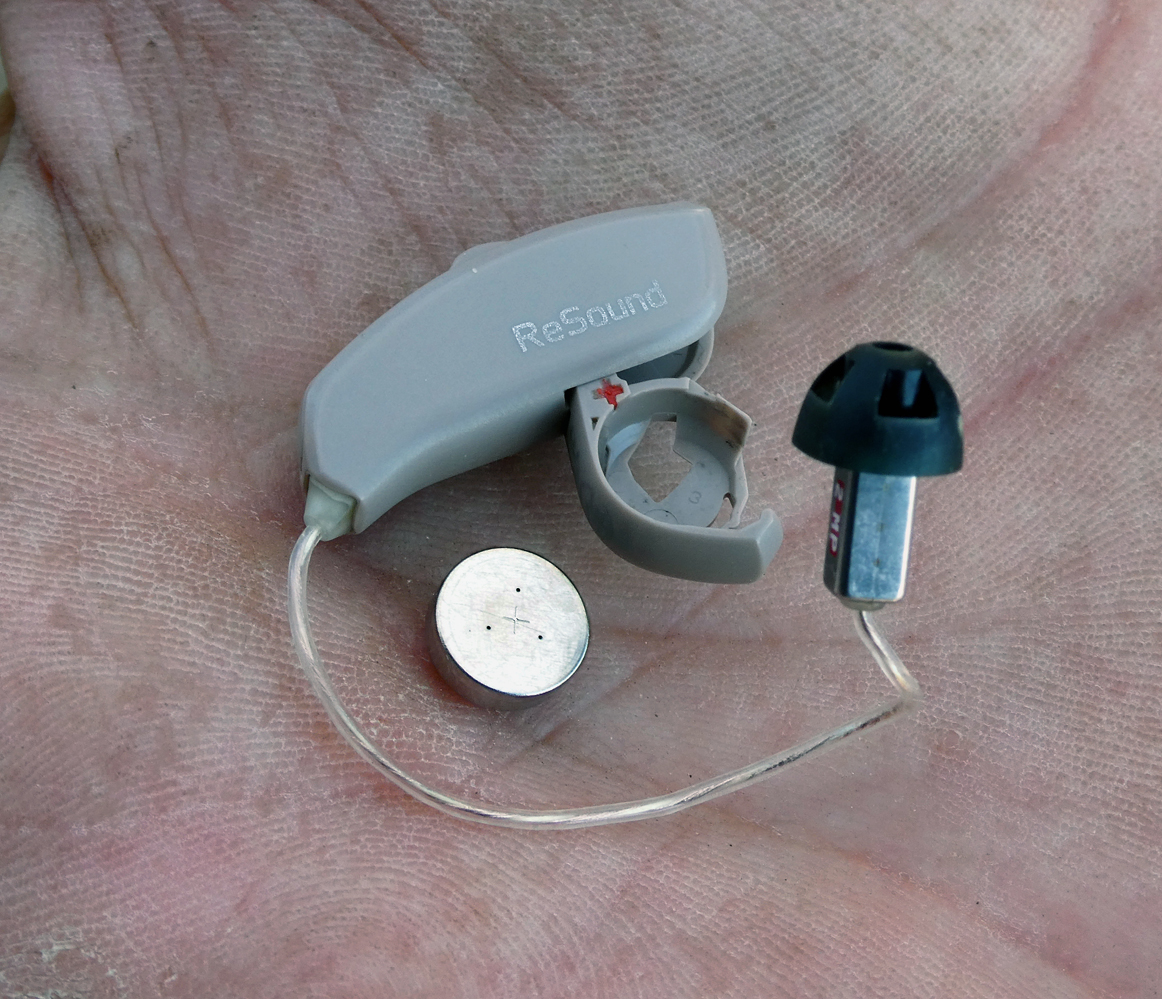
Ein modernes Hinter-dem-Ohr-Hörgerät mit Minizellenbatterie.

Hinter-dem-Ohr-Geräte (HdO) haben eine Gehäuseform, mit der das Gerät oben auf die Ohrmuschel aufgesetzt werden kann, wobei der größte Teil des Gehäuses im hinteren Bereich der Ohrmuschel aufliegt. Der Schallkanal wird vorn im oberen Bereich des Gehäuses herausgeführt. Der Schall, der durch den im Gehäuse eingebauten Hörer erzeugt wird, wird durch den Schallkanal, bestehend aus Hörwinkel, Schallschlauch und Otoplastik (Ohrpassstück), in das Ohr geleitet. Da bei HdO-Geräten ausreichend Platz für Batterie oder Akku, Elektronik und Schallwandler zur Verfügung steht, können vielfältige technische Optionen sowie hohe Verstärkungsleistungen realisiert werden.
Für starke Hörminderungen werden durch den großen Abstand zwischen Hörgerätemikrofon und der Schallaustrittsöffnung nahe am Trommelfell höhere Verstärkungen möglich, da sich dadurch die Rückkopplungsanfälligkeit verringert. Akustische Rückkopplung führt zu einem lästigen Pfeifen, das beispielsweise bei nicht korrekt sitzendem Ohrpassstück, durch Ohrenschmalz (Cerumen) verlegtem Gehörgang oder defektem Schallschlauch auftritt.
Bei leichten und mittelgradigen Hochton-Hörminderungen besteht die Möglichkeit, den Gehörgang möglichst offen zu belassen, um die nicht oder nur gering von einem Hörverlust betroffenen tieferen Frequenzen weiterhin natürlich zu hören. Das wird durch Verwendung eines dünneren Schlauchs („Slim-Tube“) mit offenem Endstück („Schirmchen“) oder einer Otoplastik mit einer möglichst offenen Bauweise oder größtmöglichen Belüftungsbohrung (Venting) erreicht. Der Hörgeräteträger hat mit einer offenen Versorgung zumeist ein angenehmeres, natürlicheres Hörempfinden, da der selbsterzeugte Körperschall nicht mehr an der dem Trommelfell zugewandten Seite der Otoplastik reflektiert wird. Nachteile einer offenen Versorgung sind die erhöhte Rückkopplungsneigung und ein gelegentlich wahrnehmbarer Echo-Effekt durch die Zeitverzögerung in der digitalen Signalverarbeitung des Hörgerätes.
Für die dünnen Schallschläuche hat sich der Fachausdruck „Slim-Tube“ durchgesetzt. Letzterer wird von Fachleuten gerne zum Begriff „Schlimm-Schlauch“ verballhornt, da der Slim-Tube aus strömungsmechanischen Gründen hohe Frequenzen zu stark dämpft, sodass diese nicht mit ausreichendem Schalldruck in den Gehörgang gelangen können.

### Ex-Hörer-Geräte (RIC)

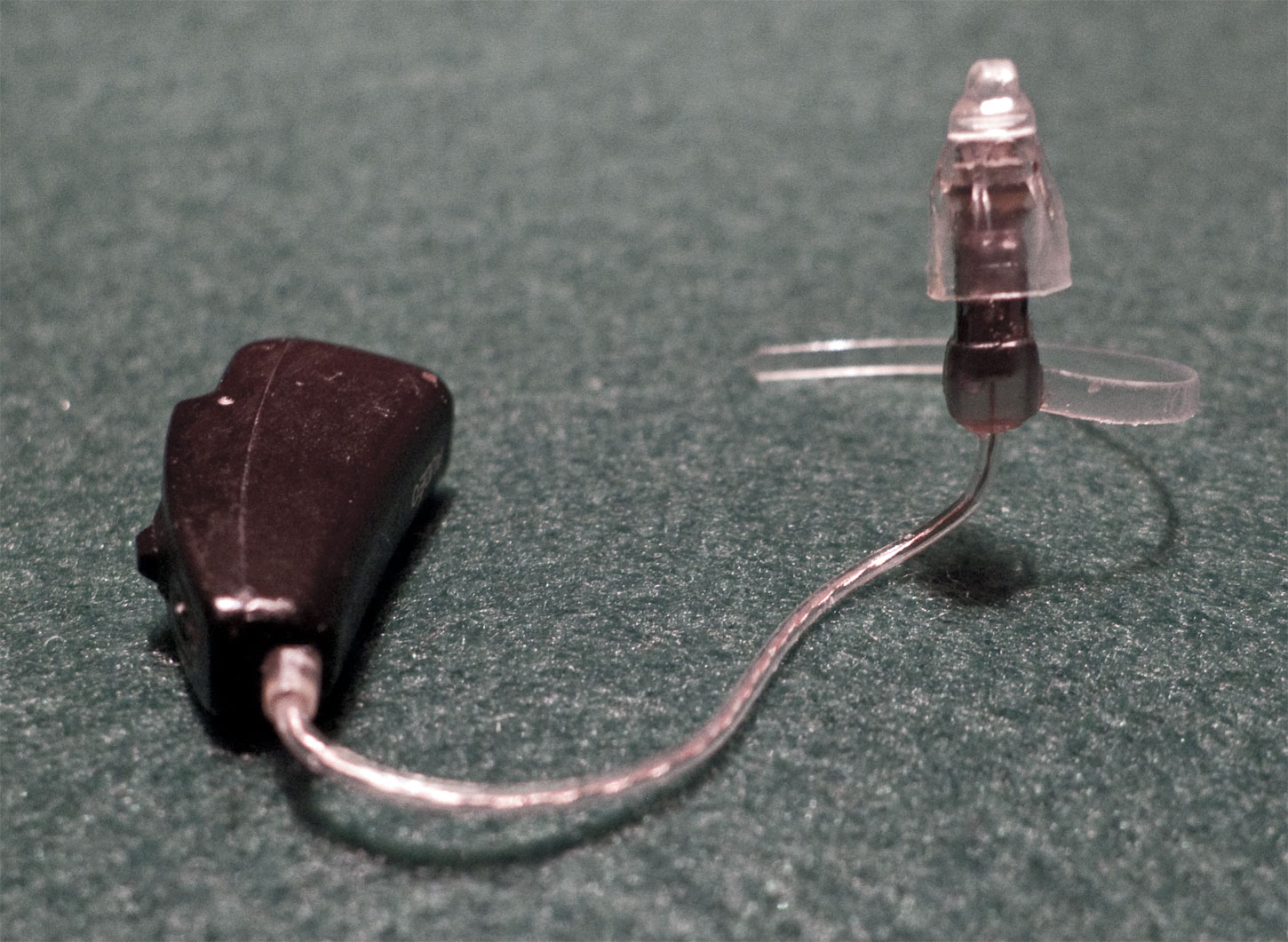
Digitales Ex-Hörer-Gerät des Herstellers Phonak aus dem Jahr 2011.

Ex-Hörer-Geräte (auch Receiver-in-the-canal-Geräte oder RIC-Geräte) sind ähnlich geformt wie HdO-Geräte, unterscheiden sich von diesen jedoch durch einen aus dem Gehäuse ausgelagerten (externen) Schallwandler („Hörer“) am Ende einer dünnen Kabelleitung (Zuleitung) anstelle eines Schallschlauchs.
Vorteile des Ex-Hörer-Gerätes sind:
- Vermeidung unerwünschter Resonanzen des Schallkanals und damit ein natürlicherer Klang,
- kompaktere Bauweise des Hörgeräts,
- kein akustischer Widerstand eines Schallkanals wie beim HdO-Gerät, dadurch sind stärkere Hörschädigungen versorgbar,
- kein akustischer Widerstand eines Schallkanals, dadurch geringere Stromaufnahme des Hörers und ein geringfügig geringerer Energieverbrauch,
- ansprechende Kosmetik durch die sehr dünne Kabelleitung.

Der Hörer wird im Gehörgang durch eine individuell angefertigte Otoplastik oder ein Silikon-Endstück („Schirmchen“) geführt und gehalten. Somit ist auch mit Ex-Hörern eine offene Versorgung wie mit HdO-Geräten möglich. Wie auch bei HdO-Geräten ermöglicht eine Otoplastik eine bessere Abdichtung des Gehörgangs und einen optimalen Sitz und damit verbunden eine bessere Wiedergabe tiefer Frequenzen und mehr Rückkopplungssicherheit. Die Entscheidung für ein HdO- oder RIC-Gerät ist auch von der Trageempfindung und Gehörgangsform des Nutzers abhängig. Die Ex-Hörer werden für unterschiedliche Hörverluste, je nach Hersteller, mit verschiedenen Leistungsstufen, z. B. als S (Standard), M (Medium) und P (Power), angeboten.
Konstruktionsbedingt ergeben sich auch einige Nachteile eines RIC-Geräts:
- mehr Platzbedarf im Gehörgang,
- höherer Reinigungs- und Wartungsaufwand,
- Möglichkeit des Kabelbruchs und damit verbundene höhere Reparaturkosten,
- geringere mechanische Strapazierfähigkeit des Hörers und der Zuleitung.

Durch die empfindlicheren Komponenten und den höheren Pflegebedarf eines RIC-Gerätes sind diese für Personen mit motorischen, sensorischen und kognitiven Einschränkungen weniger gut geeignet als HdO-Geräte.

### Im-Ohr-Geräte (IdO)
Diese Hörgeräte werden komplett „im Ohr“ getragen. Die Elektronik ist dabei in eine individuell angefertigte Hohlschale eingearbeitet, die an der nach außen zeigenden Seite durch eine Frontplatte verschlossen wird. Die Frontplatte ist der von außen sichtbare Teil des IdO-Gerätes und beinhaltet die Batterieklappe, ggf. Bedienelemente und Öffnungen für das/die Mikrofon(e) und die Belüftung. IdO-Hörgeräte können im Gegensatz zu HdO-Geräten die akustischen Vorteile der Anatomie des Außenohres (Ohrmuschel) nutzen.
Im-Ohr-Hörsysteme werden in folgende Unterarten gegliedert:
- ITE: „In-The-Ear“ Das Gehäuse des Hörsystems füllt die Ohrmuschel (Concha) vollständig aus. Das System ist sehr auffällig. Aus kosmetischen Gründen kann die Oberfläche auch der Hautfarbe angepasst und/oder mit feinen Linien („Äderchen“) versehen werden. Mit der fortschreitenden Miniaturisierung der Hörgerätetechnik werden ITE-Geräte heutzutage nur noch sehr selten gefertigt.
- ITC: „In-The-Canal“ Das Gehäuse des Hörsystems schließt mit der Vorderkante des Gehörgangs ab. Die Frontplatte wird so weit wie möglich nach hinten gekippt, damit das Gerät aus möglichst kleinem Bereich für andere sichtbar ist. Die Ohrmuschel bleibt frei. Diese Bauform bietet im Bereich der IdO-Geräte den besten Kompromiss aus Unauffälligkeit, technischer Ausstattung (Wireless- und Mehrmikrofontechnik) und Batterie-Betriebsdauer.
- CIC: „Completely-in-the-Canal“ Das Gehäuse endet im äußeren Teil des Gehörganges und ist dadurch von außen kaum zu sehen. Diese Geräte haben meist einen Nylonzugfaden, um sie wieder aus dem Gehörgang ziehen zu können. Es kommen relativ kleine Batterien mit dementsprechend geringer Betriebszeit zum Einsatz. Wegen der geringen Baugröße werden CIC-Geräte mit nur einem Mikrofon und meist ohne Wireless-Antenne gebaut und müssen damit auf einen Teil der Funktionalität verzichten.
- IIC: „Invisible in the canal“ Diese Bauform sitzt tief im Gehörgang im Bereich der zweiten Gehörgangskrümmung. Sie besitzt ebenfalls einen Nylonzugfaden, um das Gerät entnehmen zu können. Diese Hörgeräte sind von außen auch bei genauem Hinsehen nicht sichtbar. IIC-Geräte haben nur ein Mikrofon und keine drahtlose Verbindungsmöglichkeit (Stand 2018).
- Vorkonfektionierte IdO-Geräte sind fertig gebaute IdO-Geräte in der Baugröße von CIC- oder IIC-Geräten. Diese Geräte können auf ein zum Gehörgang passendes Schirmchen gesteckt werden und sind ohne eine Maßanfertigung sofort anpassbereit. Durch die tendenziell ungenaue Passform sind Anpassungen von vorkonfektionierten IdOs nur bei entsprechend vorteilhafter Gehörgangs-Anatomie und nicht zu starken Hörverlusten sinnvoll. Bei weniger geeigneten anatomischen Gegebenheiten eignen sich diese Geräte bestenfalls für eine kurzzeitige Erprobung einer Hörgeräteversorgung. Die Produkte quiX und Silk der Hersteller AS Audio-Service und Signia (ehemals Siemens) der Sivantos-Gruppe und das Step2Go von Interton (GN-Gruppe) sind die derzeit einzigen erhältlichen vorkonfektionierten IdO-Hörgeräte (Stand 2018).

Nachteil dieser Bauformen sind zum einen die Begünstigung von Schweiß- und Ohrenschmalzbildung, was zu einer höheren Reparaturanfälligkeit führen kann, und zum anderen kann es wie bei verschlossenen Otoplastiken oder dicht sitzenden Schirmchen zu einem Verschlusseffekt (Okklusion) kommen. Diesem Effekt kann mit einer Belüftung („Vent“) im Gehäuse des Hörgerätes entgegengewirkt werden, durch die ein Teil des Körperschalls nach außen geleitet wird. Sehr tief sitzende IIC-Geräte haben diesen Nachteil nicht, da das Gerät im Gehörgangsabschnitt hinter dem Ansatz des Unterkiefergelenks sitzt, welches maßgeblich für die Übertragung des Körperschalls in den Gehörgang verantwortlich ist.
Noch vor einigen Jahren waren Im-Ohr-Geräte-Versorgungen nur für leichte bis mittelgradige Hörverluste möglich. Bei starken Hörverlusten war die Rückkopplungsneigung zu hoch oder der Ausgangsschallpegel des Hörers zu schwach. Mit der Miniaturisierung der Hörgerätekomponenten und der technischen Weiterentwicklung sind inzwischen auch hochgradige Hörverluste mit IdO-Geräten versorgbar.
Eine Entwicklung des Herstellers Phonak ist seit 2010 das Lyric, ein Gerät, das komplett sehr tief in den Gehörgang bis nahe vor das Trommelfell eingeführt wird und dort dauerhaft bis zu mehreren Monaten verbleiben kann. Durch die große Nähe zum Trommelfell ist für die auditive Wahrnehmung eine vergleichsweise sehr geringe Schallenergie nötig, was zu einer langen Lebensdauer der fest verbauten Batterie führt. Äußerlich besteht das Gerät aus zwei gelenkig miteinander verbundenen Hülsen, in deren vorderem (dem Trommelfell zugewandten) Teil sich der Lautsprecher und in der hinteren das Mikrofon, die elektronische Steuerung und die Batterie befinden. Mit Hilfe eines speziell geformten Magneten, der in den Gehörgang gehalten wird, kann das Gerät ein- und ausgeschaltet sowie in der Lautstärke geregelt werden. Größenanpassungen werden bei diesem System durch Auswahl aus mehreren unterschiedlich großen Hülsen vorgenommen. Die Anpassung erfolgt durch digitale Programmierung beim Hörgeräteakustiker. Bei Nachlassen der Batterieleistung wird das ganze Gerät aus dem Gehörgang geholt und entsorgt. Anstelle einer neuen Batterie wie bei „normalen“ Hörgeräten wird ein komplettes neues Gerät eingesetzt. Zur Finanzierung ist laut dem bisher einzigen Anbieter (Stand 2011) ein Jahres-Abonnement mit festem Kostenbetrag pro Monat und Ohr vorgesehen. Da das Gerät durch seine analoge Signalverarbeitung nicht den aktuellen Hilfsmittelrichtlinien entspricht, ist in Deutschland eine Kostenübernahme durch die gesetzlichen Krankenversicherungen ausgeschlossen.

### Taschenhörgeräte
Die erste Bauform elektronischer Hörgeräte waren die sogenannten Taschenhörgeräte. Diese wurden in den 1950er und -60er Jahren noch häufig genutzt, durch die Miniaturisierung der Bauteile aber weitgehend durch HdO- und IdO-Geräte verdrängt. Sie werden selten noch bei Menschen mit an Taubheit grenzender Schwerhörigkeit oder Resthörigkeit angewendet. Die Bezeichnung rührt daher, dass das kästchenförmige Steuergerät meist in einer Tasche an, auf oder unter der Kleidung des Anwenders getragen wird. Bei einem Taschengerät befindet sich der Ohrhörer an einer verdrillten Kabelleitung von genügender Länge. An der Ohrhörer-Kapsel ist eine auswechselbare Maß-Otoplastik mit einer Schnappbefestigung ähnlich einem Druckknopf angebracht. Ein Problem bei Taschengeräten ist häufig das Rascheln der Kleidung am Mikrofon des Gerätes, andererseits ist durch die relativ große Distanz die Rückkopplung zwischen Hörer und Mikrofon und das damit verbundene lästige Pfeifen kaum vorhanden. Das ermöglicht die hohen Lautstärken bei geringer Resthörigkeit.

### Hörbrille
Eine Hörbrille ist eine Brille, in deren Bügeln die Hörgerätetechnik untergebracht ist oder an deren Bügel ein Hörgerät montiert ist. Hinten am Bügel befinden sich oft die Otoplastik und das Batteriefach. Durch die nun verfügbaren modernen und modischen Brillengestelle erlebt die Hörbrille, ausgestattet mit neuester digitaler Hörgeräte-Technologie, wieder Beachtung. Durch eine einfach bedienbare Steckverbindung kann die Brillenfront jederzeit gewechselt werden. Der früher oft vermutete Nachteil, dass bei einer Reparatur der Brille oder des Hörgerätes der Träger unversorgt ist, trifft nicht mehr zu, da durch die Steckverbindung jederzeit ein Ersatzprodukt montiert werden kann.

### Knochenleitungshörgeräte
Bei besonderen Erkrankungen des Ohres wird auf Knochenleitungshörsysteme zurückgegriffen. Dabei wird der Schall nicht über die Luft im Gehörgang übertragen, sondern über den Knochen zum Innenohr geleitet. Anwendungsfälle sind z. B. ein nicht vorhandener Gehörgang bei ansonsten normalem Aufbau des Gehörs, ein schwerwiegender Mittelohrdefekt (z. B. eine Radikalhöhle) oder ein wegen Sekretbildung nicht mit HdO-Gerät/Otoplastik zu versorgendes Ohr.
Der Schallwandler dieser Geräte überträgt die Vibrationen auf den Warzenfortsatz hinter dem Ohr und versetzt damit das Innenohr in Schwingungen, die der Schwerhörige als Schallinformation wahrnehmen kann. Üblicherweise werden Knochenleitungshörgeräte in Brillenbügel eingebaut. Ferner gibt es die Möglichkeit, ein Taschenhörgerät mit einem Knochenleitungshörer zu tragen, der an einem Kopfbügel oder Stirnband befestigt wird.
Eine weitere Variante der Knochenleitungshörgeräte sind knochenverankerte Geräte. Der HNO-Arzt implantiert dabei eine Titanschraube im Schädelknochen. Das Hörgerät wird auf dieser Schraube befestigt (BAHA = Bone Anchored Hearing Aid). BAHA-Geräte übertragen durch die direkte Ankopplung größere Schalldrücke und können damit selbst für hochgradige Schwerhörigkeiten verwendet werden.

### Tinnitusmasker
Die technische Entwicklung der Hörgeräteakustik wird neben der Schallverstärkung auch zur Tinnitus-Therapie genutzt. Der dabei verwendete Tinnitusmasker (auch Rauschgerät, Tinnitus-Noiser, Tinnitus Control Instrument genannt) ähnelt äußerlich und im inneren Aufbau einem Standard-Hörgerät, hat jedoch kein Mikrofon zur Tonübertragung. Das Gerät erzeugt vielmehr ein in Frequenzbereich und Pegel fest definiertes Geräterauschen, das den Tinnitus überdecken soll.
Technisch gibt es zwischen den als Tinnitusmaskern und Tinnitusnoisern bezeichneten Geräten keinen wesentlichen Unterschied. Während jedoch ein Tinnitusmasker derart eingestellt wird, dass das Geräterauschen den Tinnitus massiv überdeckt, wird ein „Noiser“ nur auf einen gleichwertig hohen Pegel eingestellt. Das betroffene Ohr nimmt das Ohrgeräusch und das Verdeckungsrauschen gleichermaßen wahr. Das soll den eigentlichen Tinnitus empfindungsmäßig in den Hintergrund rücken.
Weiteres zum therapeutischen Ansatz siehe unter
- Tinnitus-Retraining-Therapie#Noiser, Masker
- Tinnitus#Therapien

Als Tinnitus-Instrument bezeichnet man die Kombination aus Hörgerät und Tinnitus-Noiser. In lauter Umgebung verdecken die durch das Hörgerät verstärkten Alltagsgeräusche den Tinnitus, bei abnehmendem Geräuschpegel wird das hintergründige Rauschen des Noisers zunehmend hörbar.

### Hörhilfen mit Implantaten
Cochleaimplantate und Hirnstammimplantate sind keine Hörgeräte im traditionellen Sinn, die das Innenohr über gewandelten und verstärkten Luft- oder Substratschall reizen. Ihnen und ihrer Wirkweise sind gesonderte Artikel gewidmet, siehe
- Cochlea-Implantat
- Hirnstamm-Implantat
- Implantierbares Hörgerät

## Technische Eigenschaften

### Überblick

Innenansicht eines Hörgerätes

Generell besteht jedes Hörgerät aus mindestens einem Mikrofon, einem analogen Verstärker oder digitalen Signalprozessor und einem „Lautsprecher“ bzw. Hörer, der Schallsignale an das Ohr überträgt. Weitere Bestandteile sind die Energiequelle, der Schallkanal zur akustischen Ankopplung an das Ohr, Bedienelemente (Taster, Poti, Wippe, Schalter), die Telefonspule, der Audioeingang und ein Sende-/Empfangsmodul zur drahtlosen Signalübertragung. Je nach technischem Standard, Bauform und Baugröße des Hörgerätes können einige der genannten Bestandteile fehlen.
Die Stromversorgung der Geräte erfolgt über eine Hörgerätebatterie oder einen wiederaufladbaren Akku. Die heute für Hörgeräte verwendeten Zink-Luft-Batterien halten – abhängig von der eingebauten Elektronik, der Batteriegröße, der täglichen Tragedauer und der benötigten Verstärkung – etwa drei Tage bis drei Wochen lang. Hörgeräte-Akkus können entweder auswechselbar (NiMH- oder AgZn-Zellen) oder fest im Hörgerät verbaut sein (Li-Ionen-Akkus). Bei täglicher Benutzung müssen, aufgrund der niedrigeren Energiedichte wiederaufladbarer Batteriezellen, die Hörgeräte bzw. Akkus täglich aufgeladen werden. Dies erfolgt üblicherweise nachts, wenn die Hörgeräte nicht getragen werden. Laut Angaben des Herstellers Widex sollte ab 2019 das erste Hörgerät mit einer Brennstoffzellen-Energieversorgung erhältlich sein. Der Plan wurde aber aufgegeben.

### Problemfelder
Technische Herausforderungen bei Hörgeräten sind vor allem die einseitig betonte Hörminderung, das Richtungshören, das Verstehen von Sprache bei Hintergrund-Geräuschen und in sehr halliger Umgebung, das Telefonieren und das Fernsehen.

#### Einseitige Taubheit
Wenn das eine Ohr taub und das andere Ohr (zumindest nahezu) ungestört hörfähig ist, nimmt ein Mikrofon am schlechter hörenden Ohr die dort eintreffenden akustischen Signale auf, wandelt sie in elektrische Signale um und sendet diese auf die Gegenseite an ein Hörgerät am besseren Ohr: Contralateral Routing Of Signal (CROS).
Im Gehörgang des besseren Ohrs liegen dann die unverstärkten akustischen Signale von der ipsilateralen Seite und die verstärkten akustischen Signale der kontralateralen Seite an.
Wenn das eine Ohr taub und das andere Ohr ebenfalls, wenngleich weniger stark, hörgemindert ist, ist der Ablauf zunächst wie beim CROS: Die am schlechter hörenden Ohr eintreffenden akustischen Signale werden an das bessere Ohr weitergeleitet.
Zusätzlich nimmt aber das Hörgerät am besseren Ohr auch die akustischen Signale der eigenen Seite auf und verstärkt sie ebenfalls.
Im Gehörgang des besseren Ohrs liegen dann die verstärkten akustischen Signale beider Seiten an: BiCROS.
Sowohl beim CROS- als auch beim BiCROS-Verfahren werden anschließend die Signale über den Gehörgang des (besseren) Ohrs an das Innenohr weitergeleitet und vom Gehirn weiterverarbeitet. Unter idealen Umständen erkennt das Gehirn den Laufzeit- und ggf. Lautstärke-Unterschied und spektrale Unterschiede zwischen den Signalen beider Seiten und macht daraus eine Stereo-Wahrnehmung wie beim binauralen Hören.

#### Richtungshören
Das gesunde Gehör erkennt die Richtung eines akustischen Signals anhand von Pegel- und Laufzeitunterschieden zwischen beiden Ohren und spektralen Färbungen. Während die Laufzeitunterschiede bei einer beidohrigen Hörgeräteversorgung unverändert sind, kann sich bei einer Hörgeräteversorgung der Pegelunterschied und die spektrale Färbung so stark ändern, dass ein Richtungshören bei frisch Versorgten zunächst nur sehr schwer möglich ist. Die spektrale Färbung kann vom Gehirn neu erlernt werden. Die Pegelunterschiede können variieren, weil Hörgeräte häufig mit pegel- und frequenzabhängigem dynamischem Kompressionsverhalten arbeiten. Abhilfe schafft die Möglichkeit der binauralen Koordination des Hörgerätepaares, die dafür sorgt, dass das Regelverhalten beider Hörgeräte jederzeit gleich ist. Je nach technischer Ausstattung des Hörgerätes kann dadurch das Richtungshören stark verbessert werden. Primär ist trotz aller technischen Unterstützung das Hörtraining und Erlernen der veränderten Klangmuster ausschlaggebend für ein funktionierendes Richtungshören mit Hörgeräten.

#### Hallige Umgebung
Die lange Nachhallzeit in großen Räumen erweist sich für Hörgeräteträger, u. a. durch die Dynamikkompression, oftmals als hinderlich beim Verstehen von Sprache. Dieser Effekt wirkt sich um so mehr aus, je weiter der Sprecher im Raum entfernt steht, z. B. der Prediger in einer Kirche. Konservative Möglichkeiten zielen auf folgende Veränderungen der Hörgeräteeinstellungen ab:
- Reduzierung der Tieftonverstärkung (Nachhall findet im Tieftonbereich stärker statt als im Mittel- und Hochtonbereich),
- Aktivierung des Richtmikrofons, damit der Hall nicht aus allen Richtungen aufgefangen wird und der Fokus auf dem Sprecher liegt,
- Reduzierung der Kompression, um den (leiseren) Nachhall weniger zu verstärken; damit wird jedoch eine geringere Sprachverständlichkeit in Kauf genommen.

Weiter entwickelte Hörgeräte bieten die Möglichkeit eines digitalen Nachhallblockers. Dieses Feature kann das originale Signal (den Direktschall) und den korrespondierenden Nachhall erkennen und voneinander unterscheiden. Gängige Methoden arbeiten nach dem Prinzip der spektralen Subtraktion oder einer adaptiven Reduzierung der Verstärkung und Kompression in den Frequenzbändern, in denen der Nachhall gegenüber dem Nutzsignal überwiegt.

#### Sprachverstehen bei Hintergrundgeräuschen
Das Sprachverstehen im Störgeräusch konnte mit der zunehmenden Leistungsfähigkeit der digitalen Signalverarbeitung vor allem durch die Kombination mehrerer Mikrofone verbessert werden. Dabei fangen zwei Mikrofone den Schall, abhängig von dessen Einfallsrichtung, zeitlich leicht versetzt auf. Der Prozessor des Hörgeräts kann dadurch erkennen, woher das Schallsignal kommt und unerwünschte (Umgebungs-)Geräusche gezielt dämpfen, während das Sprachsignal verstärkt wird. Bei besonders hochwertigen digitalen Hörgeräten wird die Richtwirkung der Mikrofone automatisch auf die Richtung des Sprachsignales fixiert, um das Sprachverstehen zusätzlich zu erleichtern. Diese Richtmikrofontechnik arbeitet oft Hand in Hand mit Störschallunterdrückungs-Algorithmen, die das Verstehen von Sprache zusätzlich verbessern. Je mehr Bänder dem Hörgerät für die Signalverarbeitung zur Verfügung stehen, desto genauer und feiner arbeitet diese Art der Störschallreduzierung, da das Hörgerät in jedem der Bänder einzeln zwischen Sprache und Störlärm unterscheiden und die Mikrofoncharakteristik entsprechend einstellen kann.
Hochwertige Hörsysteme verfügen daneben über Algorithmen zur Situationserkennung und Analyse der akustischen Umgebung. Dabei entscheiden die Hörgeräte selbsttätig, ob und wie stark technische Features wie z. B. Störlärmreduzierung, adaptive Mikrofonautomatik, Verstärkung, Kompression und Expansion eingeregelt werden. Dadurch wird dem Benutzer die Bedienung stark erleichtert, da die passende Hörgeräteeinstellung nicht von Hand eingestellt werden muss.

#### Telefonieren und Fernsehen
Bei Hörgeräten mit eingebauter „Telefonspule“ können die Schallsignale von Telefonhörern mit elektrodynamisch arbeitenden Lautsprechern separat störungsfrei zum Hörgerät übertragen werden. Diese Technik wird heute kaum noch verwendet, da die Hörer moderner Telefone kein ausreichend starkes magnetisches Wechselfeld mehr erzeugen. Stattdessen werden folgende Möglichkeiten genutzt:
- Ein am Telefonhörer befestigter Dauermagnet aktiviert bei entsprechend ausgerüsteten Hörgeräten ein „Telefonprogramm“, welches die Klangübertragung für Telefongespräche optimiert und bei technischer Möglichkeit den vom Telefonhörer erzeugten Schall per Funktechnik´, zumeist Nahfeld-Magnet-Induktion (NFMI), auf die Gegenseite übertragen kann. Letzteres ermöglicht ein besseres Verstehen des Gesprächspartners auch in lauteren Umgebungen. Diese Funktion wird Auto-Phone bezeichnet.
- Speziell erhältliche Telefone mit integrierten, herstellerspezifischen Funksendern ermöglichen eine drahtlose Übertragung des Telefonsignals in die Hörgeräte. Anbieter solcher Lösungen sind Widex und Phonak.
- Bluetoothfähige Hörgeräte können die 2,4-GHz-Übertragungstechnik nutzen, um sich entweder direkt oder mit herstellerspezifischen Zusatzgeräten („Streamer“) mit einem (Mobil-)Telefon zu verbinden.
- NFMI-fähige Hörgeräte können Telefonate über einen Telefonleitungs-Adapter oder einen Bluetooth-Streamer übertragen.

Sind diese technischen Lösungen nicht realisierbar, wird Hörgeräteträgern empfohlen, zum Telefonieren entweder die Freisprechfunktion des Telefons zu nutzen oder den Telefonhörer direkt an die Hörgeräte-Mikrofone zu halten. Die zuletzt genannte Möglichkeit benötigt etwas Übung und kann durch das Umschalten des Hörgerätes in ein Hörprogramm für akustisches Telefonieren optimiert werden.
Bei schlechtem Sprachverstehen beim Fernsehen ist es zunächst vorteilhaft, die Klangeinstellungen des Fernsehers und die akustische Umgebung zu optimieren. Ein zu großer Nachhall im Raum wirkt sich ebenso negativ auf das Sprachverstehen aus wie eine stark tieftonige Wiedergabe. Nachteilig ist ebenfalls ein zu stark eingestellter Raumklangeffekt bei Produktionen, die keinen separaten Center-Kanal für die Stimmwiedergabe haben. Durch letzteres wird, zumindest bei Stereo-Produktionen, der Signalanteil in der „Mitte“ (die Sprache) reduziert und der Signalanteil „links“ und „rechts“ verstärkt. Hörgeschädigte beklagen zudem häufig eine zu leise und unverständliche Sprache in Spielfilmen. Dies ist in erster Linie dadurch begründet, dass in Filmproduktionen auf eine Nachsynchronisation zunehmend verzichtet wird und Musik und Geräusche zur Stimmungsuntermalung eingemischt werden. Diese Maßnahmen reduzieren den Signal-Rausch-Abstand (SNR) erheblich und sorgen für ein erschwertes Sprachverstehen. Einfach durchzuführende und oftmals hilfreiche Maßnahmen am Fernsehgerät sind:
- Reduzierung der Wiedergabe tiefer Töne (unter 500 Hz) in den Klangeinstellungen; Bässe möglichst weit dämpfen,
- Stärkere Wiedergabe der mittelhohen Töne (500–4000 Hz),
- Reduzierung eines virtuellen Raumklangeffekts,
- Wenn möglich, Voreinstellung „Sprache“ in den Klangeinstellungen wählen, diese Einstellung optimiert die Sprachwiedergabe und verstärkt die „mittleren“ Anteile eines Stereosignals.

Für ein optimales Verstehen des Fernsehtons bieten Hörgerätehersteller eigene Lösungen an, die per Funktechnik (oftmals im UHF- oder 2,4-GHz-Frequenzband) den Ton des Fernsehers oder anderer Audioquellen in die Hörgeräte übertragen können. Die Hörgerätemikrofone lassen sich in vielen Fällen auf Wunsch abschalten, um störende Umgebungsgeräusche auszublenden. In jüngerer Vergangenheit waren dafür jeweils ein Sender (am Fernseher) und ein Empfänger (um den Hals getragen) notwendig. Obwohl diese Systeme heute noch angeboten werden, geht der Trend eindeutig in Richtung Bluetooth-Low-Energy-Technologie, die eine Übertragung ohne separaten Empfänger ermöglicht.

### Hörgerätelautsprecher (Hörer, Receiver)

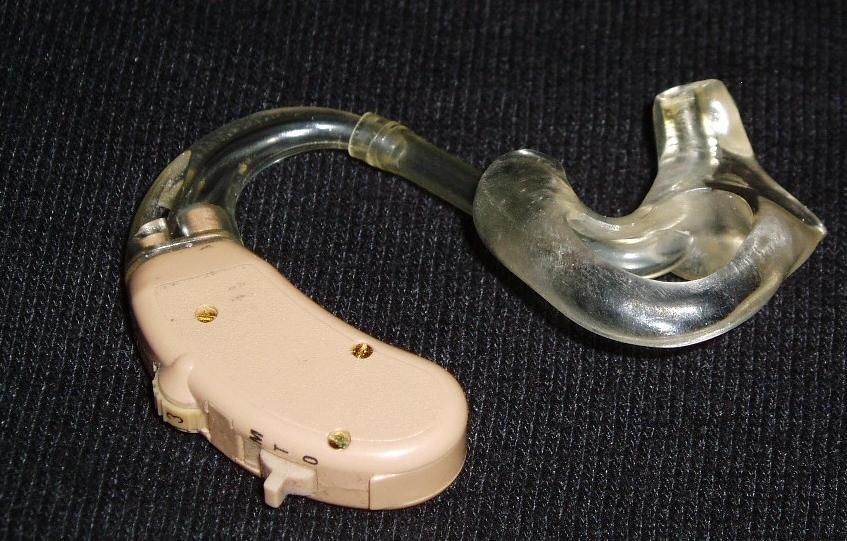
Analoges Hinter-dem-Ohr-Gerät

Die ersten Hörer oder Schallwandler waren kleine Elektromagnete mit Membran, wie sie auch in älteren Kopfhörern verwendet wurden. Sie finden auch heute noch Anwendung. In den 1930er und 1950er Jahren fanden auch die sehr kleinen piezoelektrischen Schallwandler (auch „Kristallhörer“ bzw. „Keramiklautsprecher“) Anwendung. Trotz der guten Klangqualität war jedoch deren leistungsmäßige Kopplung an den Verstärker aufgrund der niedrigen Betriebsspannung so unbefriedigend und schwierig, dass diese Technologie für Standard-Hörgeräte wieder verlassen wurde. Das Piezo-Konzept wird jedoch bei implantierbaren Hörhilfen wieder aufgegriffen, da die unmittelbare Einwirkung an den Gehörknöchelchen anstelle der unmittelbaren Schallübertragung auf das Trommelfell eine geringere Leistung erfordert. Heutige Hörgeräte-Lautsprecher („Hörer“) arbeiten nahezu ausnahmslos nach dem elektromagnetischen Prinzip, bei dem der Stromfluss durch eine Spule innerhalb eines Dauermagneten eine Kraft erzeugt, die einen Treibstift bewegt, der wiederum die Hörermembran durch direkten mechanischen Kontakt zum Schwingen anregt. Diese Art von Hörern bietet eine vergleichbar hohe Energieeffizienz, jedoch auch eine geringere Klangqualität, welche aus der nichtlinearen Signalwandlung, der Schwingungseigenschaften der Komponenten (hohe Masse und hohe Steifigkeit, daher schlechte Tief- und Hochtonwiedergabe) und den Eigenresonanzen der Konstruktion resultiert.

#### Übertragungsbereich und -qualität
Die physikalischen Eigenschaften der heute ausschließlich verwendeten elektromagnetischen Hörgerätelautsprecher definieren auch die Qualität der Klangübertragung. Während die übrigen Komponenten (Mikrofon, A/D-Wandler) ein sehr weites Frequenzband mit nahezu linearer Dynamik übertragen können, stellt der Hörer das begrenzende Bauteil in der Übertragungskette dar. Frequenzen von 1…6 kHz können sehr gut wiedergegeben werden; im Bereich von 2…3 kHz besitzen die Hörer sogar eine erwünschte Resonanz, da in diesem Frequenzbereich der größte Informationsgehalt menschlicher Sprache liegt. Unter 200 Hz und über 8000 Hz liegt kaum noch eine nennenswerte Übertragungsleistung vor. Durch die Möglichkeiten der Frequenztransposition und -kompression können auch Signale hörbar gemacht werden, die weit über dem Übertragungsspektrum des Hörgerätelautsprechers bzw. außerhalb des Hörvermögens des Hörgeräteträgers liegen. Ein weiterer Nachteil von Hörgerätelautsprechern ist deren hoher Klirrfaktor. Dieser steigt bei höheren Ausgangspegeln deutlich an, je näher der Lautsprecher an seiner Leistungsgrenze arbeitet. In der Regel wird dieser Aspekt jedoch in Kauf genommen, da die Vorteile des elektromagnetischen Hörers (Baugröße, Energieeffizienz) überwiegen und eine hohe Klangqualität dem Versorgungsziel (verbessertes Sprachverstehen) untergeordnet ist.

### Analoge Hörgeräte
Hörgeräte, deren Verstärkungscharakteristik im Grundprinzip stufenlos „analog“ der Größe des Eingangssignals folgt, waren die ersten und lange Zeit einzigen elektronischen Hörgeräte. Sie werden jetzt zur Unterscheidung von den moderneren, „digital“ in diskreten Stufen regelbaren und fallweise auch programmgesteuerten Geräten als Analoge Hörgeräte bezeichnet.

Vergleich: Analoges Signal

Vergleich: Digital formatiertes Signal

Die Grundeinstellung nach dem audiometrisch festgestellten Hörvermögen wird vom versorgenden Hörgeräteakustiker meist an Miniatur-Einstellschrauben im Geräte-Inneren, eine individuelle temporäre Veränderung durch den Benutzer selbst an äußeren Verstellrädchen und Schaltern (z. B. zur Aktivierung der „Telefonspule“) vorgenommen. Auch hier gibt es Ausstattungen wie Richtmikrofone, automatische oder manuelle Lautstärke-Einstellung.
Ein Nachteil der einfach wirkenden analogen Geräte ist, dass vor allem an den Grenzbereichen der übertragenen Tonsignale die physikalische Charakteristik der verwendeten elektronischen Bauelemente zu Verzerrungen und Überlagerung von Störungssignalen führt. Im Gegenzug haben analoge Geräte keine solchen merklichen Durchlaufverzögerungen, die bei „digitalen“ Geräten aufgrund der zeitlichen Abläufe der Programmsteuerungsschritte auftreten. Da „digital“ einstellbare und arbeitende Hörgeräte inzwischen in gleicher Preislage erhältlich sind, werden rein „analoge“ Geräte in Europa praktisch nicht mehr angeboten. In Deutschland dürfen nach den aktuell gültigen Hilfsmittelrichtlinien keine analogen Hörgeräte mehr an Endkunden abgegeben werden.

### Digitale Hörgeräte
Die Signalverarbeitung und die Einstellung des Hörgerätes erfolgen hier ausschließlich digital über Fourierfilter. Gewöhnlich werden für verschiedene Frequenzbereiche getrennte Filter-„Kanäle“ verwendet. Digitale Hörgeräte werden mit mindestens zwei bis vier Kanälen angeboten. Aktuelle Hörsysteme arbeiten je nach Hersteller mit mindestens vier bis neun, höherwertige Geräte mit bis zu 48 Kanälen (Stand: 2015). Bezüglich der Anzahl von separat einstellbaren Kanälen wird von wissenschaftlicher Seite darauf hingewiesen, dass bei mehr als vier Kanälen keine nennenswerte Steigerung der Sprachverständlichkeit mehr zu verzeichnen ist. Daraus wird abgeleitet, dass „drei bis vier Kompressionskanäle eine ausreichende Flexibilität bieten, um die große Mehrzahl der audiometrischen Konfigurationen zu versorgen, die an einer Klinik anzutreffen sind“. Bei audiometrischen Steilabfällen oder über den gesamten Frequenzbereich stark schwankenden Hörverlusten kann sich eine größere Kanaligkeit jedoch positiv auf den Hörkomfort auswirken. Weiterhin profitieren Rückkopplungs- und Störlärmmanagementsysteme von einer höheren Anzahl an Kanälen. In Deutschland müssen von den Krankenkassen und Berufsgenossenschaften bezuschusste Hörgeräte mindestens vier einstellbare Kanäle aufweisen.
Zwei Megabyte On-Chip-Flash-Speicher sind Stand der Technik und erlauben mehrere Hörprogramme sowie komplexe Verarbeitungsalgorithmen. Wie bei analogen Geräten kann die Lautstärke in der Regel manuell verstellt werden. Hochoptimierte Integrierte Schaltungen in CMOS-Technologie und niedrige Betriebsspannungen erlauben relativ lange Batterie-Laufzeiten.
Fast alle höherwertigen digitalen Hörgeräte sind mit Funktechnologie ausgestattet, mit der bei einer beidohrigen (binauralen) Versorgung die beiden Geräte kommunizieren und sich synchron abstimmen. Somit ist sichergestellt, dass beide Geräte immer gleich eingestellt sind, wenn z. B. auf einer Seite das Hörprogramm gewechselt oder die Lautstärke variiert wird. Auch die Steuerung sogenannter adaptiver Parameter, also Algorithmen zur Erkennung von Störgeräuschen oder die Anpassung der Charakteristik von Richtmikrofonen, wird in beiden Hörsystemen synchronisiert und erhöht damit die Lokalisationsfähigkeit. Mittlerweile gibt es Hörgeräte, die das Mikrofonsignal in Echtzeit an das Hörgerät auf der Gegenseite übertragen können, um beispielsweise die Hörsituationserkennung zu optimieren, den Fokus des Richtmikrofonsystems zu verfeinern oder das Sprachverstehen bei einseitig starkem Geräusch (z. B. Windgeräusch) zu erleichtern.
Mittlerweile werden fast ausschließlich nichtlineare Techniken verfolgt. So wird zur Anpassung an das Lautheitsempfinden in einer lauten Umgebung die Verstärkung automatisch zurückgefahren („AGC-Schaltung“). Dazu vergleichen verschiedene Schaltungen den empfangenen und den aus dem Hörgeräteverstärker ausgehenden Schallpegel und dämpfen ab einer individuell definierten und eingestellten Schwelle die Verstärkung oder den Ausgangspegel. Diese Automatische Verstärkungsregelung (Fachbegriff „Automatic Gain Control“ bzw. „AGC“) ist erforderlich, um das Innenohr vor Überlastung durch das sogenannte Recruitment zu schützen.
Die Rückkopplungs-Kompensation kann sich automatisch wechselnden akustischen Gegebenheiten anpassen, beispielsweise bei Tragen von Kopfbedeckungen oder bei Umarmungen. Vor Jahren wurde in der Verstärkerschaltung ein Kerbfilter (Notch-Filter) gelegt, der statisch die Frequenz, die für Rückkopplungen besonders anfällig war, selektiv dämpfte. Heutzutage arbeiten diese rückkopplungsunterdrückenden Algorithmen üblicherweise dynamisch durch Phasenverschiebung, Phasenumkehr oder Frequenztransposition, um das koppelnde Signal abzuschwächen. Das Hörgerät erkennt eine Rückkopplung je nach Hersteller beispielsweise durch eine unhörbare Markierung des Ausgangssignals oder durch binauralen Abgleich („Pfeift es auf der anderen Seite auch?“).

#### Räumliches Hören
Beim menschlichen Ohr führt die seitliche Beschallung zu Pegel- und Laufzeitdifferenzen in der Ohrmuschel und am Kopf. Bei Hörgeräten geht die Phaseninformation nicht verloren, es ist aber zu beachten, dass digitale Geräte den Schall erst für ein paar Millisekunden aufzeichnen, dann bearbeiten und danach an das Ohr weiterleiten, d. h. ein gutes digitales Hörgerät sollte eine möglichst geringe Durchlaufverzögerung (wenige Millisekunden) besitzen, um das räumliche Hören möglichst zu erhalten. Das ist bei einseitiger Versorgung besonders wichtig. Ist die Durchlaufzeit auf beiden Ohren gleich, gleicht sich das wiederum aus. Bei analogen Geräten ist diese Problematik weniger ausgeprägt; unnatürliche, geringere Pegelunterschiede zwischen beiden Ohren ergeben sich hier durch die Verstärkungsregelung (AGC).
Bei seitlich einfallenden Schallereignissen besteht das Problem, dass das Hörgerät auf der Gegenseite mittels AGCi die Pegeldifferenz zwischen beiden Ohren ausgleicht. Dadurch verschlechtert sich das Richtungshören des Trägers. In geräuschvoller Umgebung kann das auch zu einer verschlechterten Sprachverständlichkeit führen. Bei Hörgeräten mit binauraler Koordination kommunizieren beide Hörgeräte miteinander. Über eine Funkstrecke besteht ein Datenaustausch zwischen beiden Geräten, wodurch der Einsatz der Regelschaltungen synchronisiert werden kann. Vereinfacht ausgedrückt: Regelt das eine Gerät, so regelt auch das andere in gleicher oder angebrachter Weise.

#### Störgeräuschunterdrückung
Moderne Hörgeräte erkennen Stör- und Windgeräusche und fahren in diesem Fall die Verstärkung in den betreffenden Frequenzbändern herunter. Musik, insbesondere klassische Musik, unterscheidet sich stark von Rauschen, erkennbar durch scharfe Spitzen im Frequenzspektrum. Vom Hörgerät wird dann ein Programm mit linearem Frequenzgang, viel Dynamik und omnidirektionalem Empfang gewählt. Sprache wird am Dynamik-Umfang im Sekundenbereich erkannt und ein Hörprogramm mit unterdrückten Bässen, starker Dynamik-Kompression und Ausrichtung auf den Sprecher – oder bei mehreren Sprechern auf den Sprecher vor einem – wird gewählt. Bei Sprache im Störlärm ist hingegen eine weniger kompressive Signalverarbeitung vorteilhaft für das Sprachverstehen.

#### Lernfähigkeit
Ein weiterer Fortschritt durch die Digitaltechnik besteht in der Einführung lernfähiger Algorithmen. Das Hörgerät kann erkennen, in welcher Situation (im Auto, auf der Straße, in einem ruhigen Raum, beim Musikhören etc.) sich der Träger befindet. Bei Geräten mit manueller Lautstärkeregelung kann das Hörgerät sich die am häufigsten gewählte Lautstärkeeinstellung in gewissem Umfang „merken“ und seine Verstärkungseinstellung künftig automatisch auf die entsprechende akustische Umgebung anpassen. Wird die Lautstärke des Hörgeräts beispielsweise beim Musikhören regelmäßig erhöht, reagiert das Hörgerät künftig automatisch mit einer Erhöhung der Lautstärke, sobald Musik gehört wird.
Einige Hersteller verwenden cloudbasierte, maschinell lernende Algorithmen, um auf Rückmeldungen des Nutzers mit einer adäquaten Veränderung der Signalverarbeitungsparameter zu reagieren. Dafür ist es notwendig, dass die Hörgeräte mit dem Smartphone des Nutzers gekoppelt sind und das Smartphone über eine Internetverbindung verfügt. Über eine App kann der Hörgerätenutzer Verbesserungswünsche in Form eines Frage-Antwort-Dialogs oder von A/B-Vergleichen eingeben. Als Ergebnis wird eine leicht veränderte Hörgeräteeinstellung in das Hörgerät übertragen. Diese Algorithmen lernen durch ständige Rückmeldungen stets weiter. Eine zur subjektiven Feineinstellung notwendige Anpass-Sitzung im Hörakustik-Fachbetrieb ist damit bestenfalls nicht mehr erforderlich.
Der Hersteller Oticon nutzt maschinelles Lernen, um die Signalverarbeitung seiner Hörgeräte an viele unterschiedliche akustische Umgebungen zu trainieren und so dem Hörgeräteträger jederzeit ein ausgewogenes Klangbild zu liefern. Der so trainierte Algorithmus ist jedoch fest im Hörgerätechip integriert nicht weiter vom Nutzer veränderbar.

### Digital programmierbare Analog-Hörgeräte
Die Signalverarbeitung ist analog, lediglich die Einstellung des Hörgerätes findet digital statt (in der Regel über eine Programmierschnittstelle mit einem PC, in Einzelfällen mit herstellerspezifischen Programmiergeräten).
Diese Technik erlaubt auch die Verwendung von Richtmikrofon, automatischer oder manueller Lautstärke-Einstellung, automatische oder manuelle Hörprogrammwahl, Fernbedienung etc. Der Hauptvorteil dieser Technologie gegenüber den analogen Hörgeräten ist, dass sich eine theoretisch unbegrenzte Anzahl von virtuellen Stellern im System unterbringen lassen. Damit wird die Anpassgenauigkeit an den individuellen Hörverlust des Trägers erhöht. Mit dieser Technik konnten Anfang der 1990er Jahre erstmals mehrere – voneinander getrennte – Verstärkerkanäle auf einer übersichtlichen Plattform eingestellt werden.
Funktionen wie Störlärmerkennung und -auslöschung oder Spracherkennung sind damit aber noch nicht umsetzbar. Da die Entwicklung volldigitaler Hörgeräte mit unterschiedlich vielen Leistungsmerkmalen in verschiedenen Preiskategorien immer weiter fortschreitet, verlieren digital-programmierbare Hörgeräteverstärker heute immer mehr an Bedeutung. Hörgeräteversorgungen in Deutschland finden praktisch nur noch mit volldigitalen Hörsystemen statt, da die Kostenträger dies vorschreiben.

### Volldigitale Hörgeräte mit Trimmern
Diese speziell in der unteren Mittelklasse befindlichen Hörgeräte besitzen eine volldigitale Signalverarbeitung. Jedoch erfolgen Frequenz- und Dynamikanpassung nicht über den PC, sondern – wie bei reinen Analog-Geräten – über Trimmer im Gerät. Aufgrund der Gehäusegröße können maximal vier Trimmer angeordnet werden, während bei Geräten mit Programmierschnittstelle bis zu hundert Parameter verändert werden können. Vorteil ist, dass eine computerunabhängige Einstellung des Hörgerätes an jedem Ort möglich wird. Vorhanden sind nur Trimmer für die Frequenzganganpassung und je ein Trimmer für Lautstärkeautomatik und Ausgangsbegrenzung. Aufwändige Algorithmen zur Situationsanalyse, wie Störschallunterdrückung oder Musikerkennung, sind bei diesen digitalen Hörgeräteverstärkern nicht realisiert.

## Einsatzbereichserweiterung durch zusätzliche Geräte
Mit zusätzlichen Endgeräten kann der Einsatzbereich von Hörgeräten erweitert sowie auch die Sprachverständlichkeit durch selektive Übertragung erhöht werden. Folgende Systeme existieren dafür:
- Bluetooth-Verbindung mit Smartphones: Bluetoothfähige Hörgeräte lassen sich mit Smartphones direkt verbinden.[22][23] Über das Smartphone können die Hörgeräte gesteuert werden (Lautstärke, Hörprogramme). Endkunden-Apps der Hörgerätehersteller bieten umfangreiche zusätzliche Features zur Bedienung und Komforterhöhung. Auch der Ton vom Smartphone (Telefongespräche, Musik usw.) kann direkt auf die Hörgeräte übertragen werden. Die direkte Kopplung mit einem Smartphone erlaubt zudem viele zusätzliche Möglichkeiten, z. B.:
  - Ferneinstellung der Hörgeräte durch den Hörakustiker
  - Wiederauffinden verlorener Hörgeräte
  - Nutzung des Smartphones als externes Hörgeräte-Mikrofon

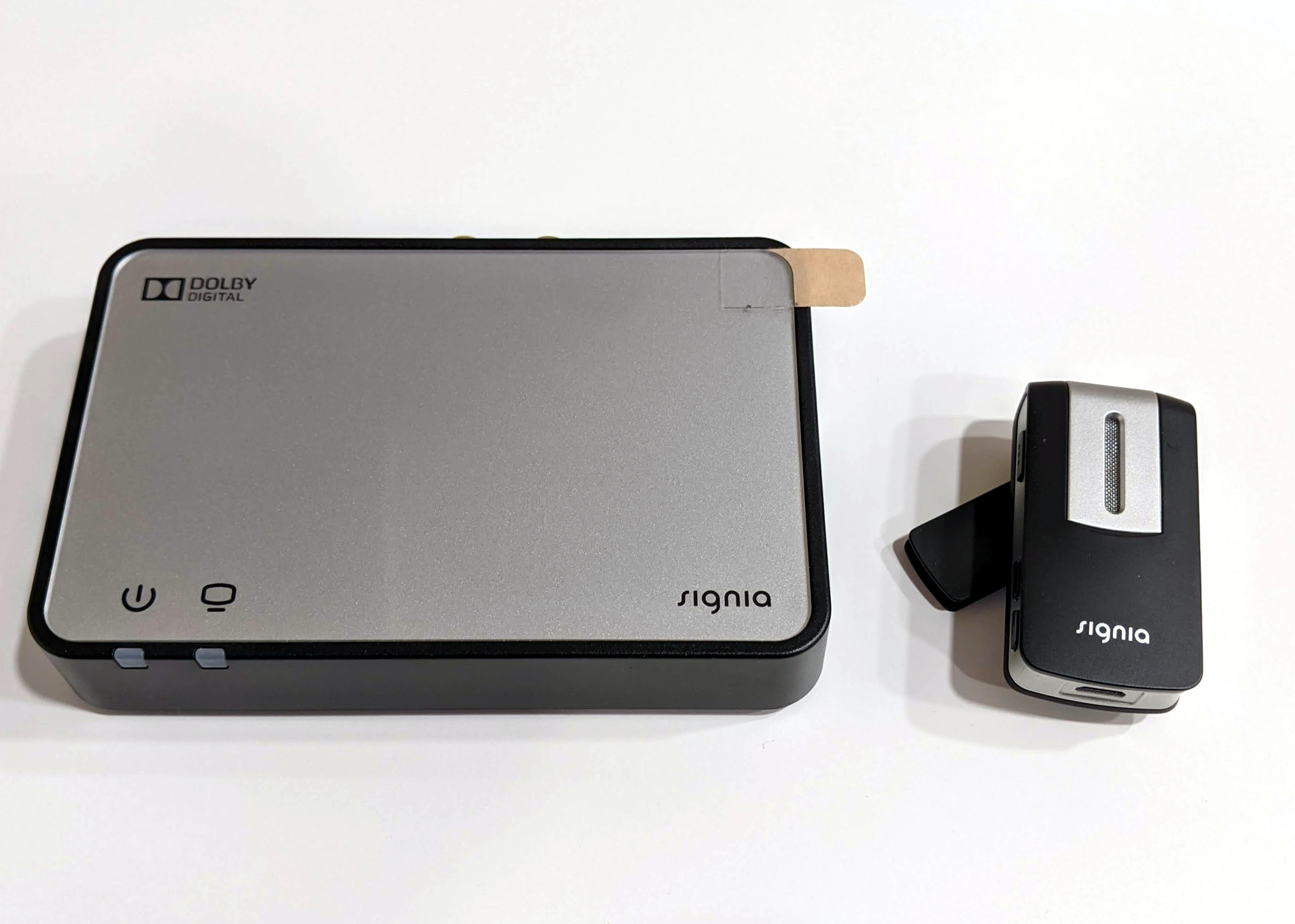
TV-Streamer (links) und Bluetooth-Clip für Hörgeräte mit 2,4-GHz-Technik

- Drahtlos-Verbindung zu proprietären Zusatzgeräten: Hörgeräte mit integrierter 2,4-GHz-Funktechnik können mit zusätzlich erhältlichen Geräten zur Übertragung des TV-Tons oder zur universellen Ankopplung an beliebige Audioquellen (über Audiokabel oder proprietärer 2,4-GHz-Technik – nicht Bluetooth) verwendet werden. Diese Zusatzgeräte werden jeweils herstellerspezifisch angeboten, da sie mit einer Konzernspezifischen Drahtlostechnik meist im 2,4-GHz-Bereich arbeiten. Geräte zur Übertragung des TV-Tons sind üblicherweise etwas größer, benötigen eine externe Stromversorgung und bieten einen Tonanschluss über Cinch, Klinke-3,5 oder TOSLINK. Es gibt Hörsysteme, die über Bluetooth-Classic (Sonova-Konzern) verfügen. Alle anderen Hörsystem-Konzerne verwenden die proprietäre Apple-Modifikation Bluetooth-LE (MFi). Um das Bluetooth-Classic-System nutzen zu können, z. B. zur Ankopplung an Android-Smartphones, benötigen diese Hörsysteme einen Konverter von Bluetooth-Classic in Richtung Smartphone und in Richtung Hörsystem in eine konzernspezifsche Drahtlostechnik, meist ein irgendwie geartete 2,4-GHz-Technik. Dies stellt der Telefon-Adapter dar, auch Telefonclip genannt. Diese Zusatzgeräte mit Bluetooth-Classic und (je nach Hersteller) weiteren Kopplungsmöglichkeiten haben etwa die Größe einer Streichholzschachtel, verfügen über einen wiederaufladbaren Akku und über einen Clip, mit dem das Gerät an einem Kleidungsstück befestigt werden kann.
- NFMI-Technik (engl. near field magnetic induction): Durch induktive Übertragung kann das Hörgerät mit einem Streaming-Gerät, kurz Streamer genannt, Informationen austauschen und verarbeiten. Die herstellerspezifisch angebotenen Streamer sind mit einem Bluetoothmodul und meist mit einem analogen Audioeingang ausgestattet und dienen hauptsächlich der direkten Tonübertragung aus externen Klangquellen (z. B. Fernseher, Musikanlage, Telefon) in die Hörgeräte. Teilweise sind Streaminggeräte auch mit einer Empfangsspule für induktive Höranlagen, Bedienelementen zur Hörgerätesteuerung oder einem Anschluss für FM-Systeme (siehe Abschnitt FM-Anlage) ausgestattet. Da NFMI nur über sehr kurze Distanzen (ca. 20 cm) arbeitet, werden die Streaminggeräte üblicherweise mit einem als Antenne fungierenden Trageband um den Hals getragen werden. NFMI in Hörgeräten wurde inzwischen größtenteils durch eine Konzernspezifsche 2,4-GHz-Technik (nicht Bluetooth) ersetzt und ist mitunter nur noch bei einfacheren und preisgünstigen Hörgeräten anzutreffen (Stand 2021).
- FM-Anlage zur drahtlosen Signalübertragung z. B. in Konferenz- oder Klassenräumen und Versammlungsstätten mit frequenzmodulierten Funksignalen (FM), um so bei lärmiger Umgebung, schlechter Akustik oder größerer Entfernung die Sprache selektiv übertragen zu können. Die Übertragung der gesendeten FM-Signale an das Hörgerät erfolgt mit einem auf das Hinter-dem-Ohr-Hörgerät aufgesteckten Audioschuh, der entweder eine Empfängerelektronik enthält oder eine Kabelverbindung zu einem zusätzlich am Körper getragenen FM-Empfänger. Auch eine Übertragung von dem zusätzlichen FM-Empfänger über eine Induktionsschleife ist je nach System möglich. FM-Anlagen finden überwiegend an Bildungseinrichtungen für Hörgeschädigte Verwendung.
- Induktive Höranlage zum störungsfreien Empfang von Audiosignalen wie Musik in Kinos und Theatern, gesprochenen Beiträgen bei Veranstaltungen und Vorträgen bspw. in Kirchen etc. Die Hörgeräte der Anlagen-Benutzer müssen dabei zur Nutzung mit einer „Telefonspule“ ausgestattet sein, was jedoch bei nahezu allen modernen Hörgeräten der Fall ist. Die Aktivierung dieser Spule muss, abhängig vom Hörgerät, vom Hörakustiker vorgenommen werden.
- Infrarot-Hörhilfen können Tonsignale von Audiogeräten oder einem Mikrofon für schwerhörige Personen übertragen. Die Signalübertragung zwischen den Geräte-Komponenten erfolgt mit Infrarotlicht von einem Sender zu einem Empfänger, der direkt am Ohr das Infrarotsignal wieder in Schallwellen umwandelt oder mit einer zusätzlichen Induktionsschleife um den Nacken an das Hörgerät überträgt, das dazu mit einer „Telefonspule“ ausgestattet sein muss.
- Zusatzmikrofone, speziell Tisch- und Richtmikrofone; das Hörgerät muss dazu die konzernspezifische Drahtlostechnik besitzen oder mit einem Audio-Anschluss bzw. mit einem kompatiblen Streaming-Gerät („Streamer“) ausgestattet sein, mit dem das Mikrofon verbunden werden kann. Marktübliche Bluetooth-Mikrofone können nicht angekoppelt werden, da den Hörgeräten dazu das passende Bluetooth-Profil fehlt. Bluetooth-Classic-Hörsysteme (Sonova-Konzern) beherrschen nur das R2DP und HFP/HSP-Profil. Beim HFP/HSP-Profil übernimmt das Hörgerät die Mikrofon-Rolle. Alle anderen Hörgerätehersteller verwenden die proprietäre Apple-Modifikation Bluetooth-Low Energy (MFi), die erst in den letzten Versionen überhaupt eine Mikrofon-Rolle kennt, die ebenfalls nur für das Hörsystem reserviert ist. Zusatzmikrofone sollen ja Richtung Hörsystem übertragen, während aber im Hörsystem die Mikrofon-Rolle umgekehrt implementiert ist, Hörgeräte-Mikrofon in Richtung Telefon. Deshalb wird die Rolle Mikrofon in Richtung Hörsystem durch die konzernspezifische Drahtlostechnik implementiert.

## Kostenübernahme

### Deutschland
Hörgeräte gelten in Deutschland als Medizinprodukt und werden nach dem Medizinproduktegesetz der Risikoklasse IIa zugeordnet. Diese Einordnung trägt dem Merkmal einer „mäßigen Invasivität und kurzzeitiger Anwendung im Körper“ Rechnung.
Die gesetzliche Krankenversicherung übernimmt anhand dieser Zuordnung und nach einer Verordnung durch den HNO-Arzt die Kosten für eine Basisversorgung in Form eines finanziellen Zuschusses. Die Hilfsmittel-Richtlinie der gesetzlichen Krankenversicherung trifft dazu in § 18 bis § 31 differenzierte Festlegungen zur Kostenübernahme für verschiedene Ausprägungen von Hörschädigungen.
Die eigentliche Versorgung, Geräteauswahl und Anpassung erfolgt meist beim Hörgeräteakustiker, dessen Arbeitsfeld die Wechselwirkungen zwischen der Hörgerätetechnik und dem Höreindruck sind (Audiologie). Teilweise werden Hörgeräte auch nach Angaben und Diagnose des HNO-Arztes direkt beim Hörgerätehersteller eingestellt und über den HNO-Arzt ausgeliefert. Das wird als „direkter“ oder „verkürzter Versorgungsweg“ bezeichnet.
In der Bundesrepublik Deutschland beteiligen sich die gesetzlichen Krankenversicherungen bei entsprechender ärztlicher Verordnung an den Kosten für Hörgeräte (Hörhilfen) in Höhe der vom Spitzenverband Bund der Krankenkassen nach § 36 Fünftes Buch Sozialgesetzbuch (SGB V) festgesetzten Festbeträge, wobei seit dem 1. November 2013 ein Betrag 733,59 Euro festgelegt ist. Hörgeräte, die zum Festbetragspreis an die Versicherten abgegeben werden, müssen volldigital sein, über mindestens drei Hörprogramme verfügen, mindestens vier einstellbare Frequenzkanäle besitzen und über Mehrmikrofontechnik, Störlärm- und Rückkopplungsunterdrückung verfügen. Für Hörgeräte mit Ausstattungsmerkmalen, die die Leistungspflicht der gesetzlichen Krankenkassen übersteigen, muss die Differenz zum Kassenbetrag als Eigenanteil vom Hörgeräte-Nutzer getragen werden. Weitere Festbeträge sind in diesem Katalog für andersartige Hörgeräte und Zubehör wie beispielsweise für Otoplastiken festgelegt. Für das jeweils zweite Gerät bei beidohriger Versorgung sind Abschläge auf den Festbetrag festgelegt. Die Kosten für die Batterien werden für Versicherte bis zum 18. Lebensjahr übernommen, teilweise geschieht das im Rahmen von Reparaturpauschalen nach den Festlegungen einzelner Krankenkassen. Entscheidet sich der Versicherte für ein Hörgerät ohne eigene Zuzahlung, werden die Kosten direkt zwischen dem Hörgeräteakustiker und der Krankenkasse abgerechnet. Der Hörgeräteakustiker erhält von der Krankenkasse eine Versorgungspauschale. In dieser Pauschale sind neben dem Hörgerät auch das Ohrpassstück und alle notwendigen Reparaturen sowie Ersatz-Ohrpassstücke enthalten. Dazu zählt auch die Nachsorge, also die Kontrolle und Wartung des Hörgerätes für einen Zeitraum von sechs Jahren.
Bei allen Hörgeräten muss vom Versicherten eine gesetzliche Zuzahlung in Höhe von zehn Euro pro Gerät gezahlt werden, es sei denn, der Versicherte ist für das laufende Jahr von entsprechenden Zuzahlungen befreit. Nicht zu den Kassenleistungen zählen bei Volljährigen die für die Stromversorgung der Hörgeräte benötigten Batterien sowie Reinigungs- und Pflegeprodukte. Ebenso müssen alle Mehrkosten für Reparaturen, die aus der Wahl des Versicherten für ein höherwertiges Hörgerät resultieren, vom Versicherten getragen werden.
In Deutschland können neben den Krankenkassen auch andere Leistungsträger die Kosten für Hörgeräte ganz (oder teilweise) übernehmen. Für berufstätige Menschen können öffentliche Träger wie die Agentur für Arbeit, die Rententräger, die Beamtenfürsorge, Träger der Unfallversicherung oder Landeswohlfahrtsverbände ein Hörgerät als Arbeitshilfsmittel bzw. zum Erhalt der Arbeitskraft und als Leistung zur Teilhabe finanzieren.

### Schweiz
In der Schweiz übernimmt die Invalidenversicherung (IV) die Kosten für Hörgeräte, allerdings nur nach gesundheitlichen und sozialen Abklärungen. In der Regel erhalten Personen, die bei Geburt hörgeschädigt sind oder es im jugendlichen Alter werden, die volle Kostenübernahme. Die Vergütung erfolgt nach Indikationsstufen. Die Indikationsstufe wird nach Hörvermögen bzw. Sprachverständnis, Beruf, und sozialer Notwendigkeit berechnet.
Die IV bezahlt nur „einfache und zweckmäßige“ Versorgungen. Je nach Fall übernimmt sie monaurale wie auch binaurale Versorgungen. Die IV geht nach dem Motto „Eingliederung vor Rente“. Bei der Erstanpassung nach dem Erreichen des Pensionsalters ist die Alters- und Hinterbliebenenversicherung (AHV) zuständig. Sie bezahlt in jedem Fall nur monaurale Versorgungen und davon nur 75 % der IV-Vergütung. Dazu werden auch die laufenden Beratungstermine und Anpassungen der Hörgeräteakustiker seitens der IV vergütet.

## Anpassung

### Notwendige Vorprüfungen
Beim HNO-Arzt wird eine Gehörprüfung (Audiometrie) zur Indikationserstellung durchgeführt. Wird eine Minderung der Hörfähigkeit festgestellt, kann der Patient mit einer Hörhilfe versorgt werden.
Die Hörgeräteversorgung wird im Regelfall von einem Hörakustiker im Fachbetrieb durchgeführt. Alternativ kann die Geräteversorgung durch den HNO-Arzt im sogenannten verkürzten Versorgungsweg vorgenommen werden.
Die Anpassung bei Erwachsenen unterscheidet sich von der bei Kleinkindern und Kindern. Während Erwachsene Rückmeldungen über ihren Höreindruck geben können, muss bei Kindern auf kleinste Verhaltens- und Bewegungsreaktionen geachtet werden. Auch die Anpassformeln, nach denen die Verstärkung und Kompression des Hörgeräts eingestellt wird, unterscheiden sich bei Kindern und Erwachsenen. Erwachsene benötigen in der Regel lediglich eine angemessene Verstärkung von Sprachsignalen. Bei Kindern und besonders Kleinkindern wird darauf geachtet, möglichst alle hörbaren Geräusche, auch die störenden, ausreichend zu verstärken.
Durch die Erstellung eines Audiogramms wird die Hörleistung des Patienten ohne Hörgerät und mit Hörgerät (Aufblähkurve bei Kindern sowie Personen ohne deutsche Sprachkenntnisse, Freifeld-Sprachtest bei Erwachsenen) festgehalten. Eine Skalierung der subjektiven Hörempfindung ist eine weitere Art, die Anpassung von Hörgeräten zu überprüfen und weiter einzustellen. Dabei werden dem Kunden verschiedene Klangbilder vorgespielt, die er bewerten muss. Durch den Einsatz von Surround-Beispielen kann heute die Anpassung verkürzt werden, weil hier konkrete Hörsituation mit dem Hörgeräteträger probiert werden können.
Ferner wird das subjektive Hörvermögen eines Patienten mit einem standardisierten Fragebogen (z. B. dem APHAB) ermittelt.
Das Ton- und Sprachaudiogramm bildet den Ausgangspunkt für die Auswahl des Hörgerätetyps und die Einstellung des Hörgerätes im Auslieferungszustand. Auch muss vor der Einstellung geklärt werden, wofür der Betroffene es nutzen möchte und welche Ansprüche er stellt. Für die Voreinstellung der Hörgeräte lassen sich aus den hinterlegten Kundendaten (Ton- und dem Sprachaudiogramm, Alter, Geschlecht, Sprache etc.) mittels verschiedener Anpassformeln (z. B. NAL-NL2, DSL v5, herstellereigene Anpassformeln) grobe Richtwerte für frequenz- und pegelabhängige Verstärkung und für den maximalen Ausgangsschalldruckpegel ermitteln (sogenannte Frequenz- und Dynamikanpassung). Allerdings sind diese Werte nur als Grundeinstellung zu betrachten, da dem subjektiven Hörgefühl des Hörgeräteträgers Vorrang gewährt werden muss. Als weitere Kontrollinstrumente verfügt der Hörgeräteakustiker noch über eine Messbox (mit verschiedenen Kupplern, die das Gehörgangsvolumen simulieren), die akustische Messungen an Hörgeräten durchführen kann; ferner gibt es eine sogenannte In-Situ-Messanlage, die mittels eines winzigen Schlauches eine „Vor-Ort“-Pegelmessung im Gehörgang vor dem Trommelfell des Hörgeräteträgers erlaubt. Das ist aufgrund verschiedener Gehörgangs-Volumina und unterschiedlicher Otoplastiken, die erhebliche frequenzabhängige Pegeländerungen hervorrufen, in vielen Fällen sinnvoll.
Etwa seit Mitte der 2010er Jahre können nahezu alle aktuellen Hörgeräte zu Beginn des Anpassprozesses direkt am Kundenohr auf die Hörschwelle eingemessen werden. Dabei wird in Trageposition direkt über die Hörgerätelautsprecher, ähnlich wie bei der Tonaudiometrie, softwaregesteuert die Hörschwelle des Hörgeräteträgers ermittelt. Die im Kundenprofil hinterlegte Tonaudiogramm-Hörschwelle wird dabei weitestgehend ignoriert; lediglich Informationen zur Dynamik (Unbehaglichkeitsgrenze und Knochenleitungs-Hörschwelle) werden in der Regel zu einem gewissen Grad berücksichtigt und fließen in die Berechnung der Anpassformel ein. Vorteilhaft an dieser Messung ist, dass individuelle akustische Eigenschaften des Kundenohrs und der Otoplastik automatisch berücksichtigt werden und das Hörgerät genau „weiß“, wo die Hörschwelle des Hörgeräteträgers liegt. Diese Information ist bei konventioneller Anpassung lediglich ein Schätzwert, der durch In-Situ-Messungen und manuelle Korrekturen des Verstärkungsverhaltens abgeglichen werden muss. Die Hörgerätehersteller bezeichnen diese integrierte Anpassmessung durch Begriffe wie „In-Situ-Audiometrie“, „Audiogram-direct“, „Sensogramm“ oder ähnlich lautende Begriffe. Zusätzlich wird mit einer automatisierten Rückkopplungsmessung, die das akustische Leck der Hörgeräteversorgung ermittelt, das Übertragungsverhalten der Hörsysteme weiter optimiert. Dabei gibt der Hörgerätelautsprecher in Trageposition fest definierte Signale ab (üblicherweise weißes oder rosa Rauschen, auch Sinussweeps oder zufälliges Schmalbandrauschen), während die Hörgeräte-Mikrofone den dabei aus dem Ohr austretenden Schall messen.
Bei Kindern erfolgt die Anpassung im Freifeld mit der sogenannten Spielaudiometrie. Für Kinder bis etwa 14 Jahre sind nur HdO-Geräte geeignet, da ihr Gehörgang noch wächst. Die Kinder brauchen regelmäßig neue Ohrpassstücke, um ein Abdichten des wachsenden Gehörgangs zu gewährleisten. Die Kinder-Otoplastiken werden vorwiegend aus weichen Materialien gefertigt. Ein Herausfallen der Hörgeräte bei raschen Körperbewegungen (z. B. beim Herumtoben) ist mit weichen Materialien unwahrscheinlicher, da weiche Otoplastiken „anschmiegsamer“ sind. Außerdem ist die Verletzungsgefahr (Acryl-Otoplastik kann brechen) erheblich vermindert.
Im Auswahlverfahren sollten verschiedene Geräte auch unter Alltagsbedingungen getestet werden. Es kann daher oft einige Wochen bis Monate dauern, bis das bestgeeignete Gerät und die beste Einstellung gefunden sind. Die aktuell gültigen Verträge der Hörgeräteakustiker mit den gesetzlichen Krankenversicherungen schreiben eine vergleichende Anpassung lediglich mit einem zuzahlungsfreien Gerät vor. Die eigentliche Ausprobendauer und Zahl der verglichenen Hörgeräte ist nicht exakt vorgeschrieben.

### Akzeptabler Geräuschpegel (Acceptable Noise Level)
Der gerade noch akzeptierte Geräuschpegel wird auch als Acceptable Noise Level (ANL) bezeichnet und kann bei der Hörgeräteversorgung gemessen werden. Lärm wirkt sich nicht nur auf das Sprachverständnis aus, sondern auch sehr stark auf die Tragegewohnheiten. Diesen Zusammenhang hat Dr. Nabelek an der Universität Tennessee um 1990 untersucht und 2006 dazu einen Artikel im Journal of the American Academy of Audiology (JAAA) veröffentlicht.
Bei der Messung wird dem Hörgeräteträger zuerst binaural oder monaural ein Sprachsignal dargeboten. Der Proband muss dann angeben, wann das Signal als angenehm empfunden wird. Der Pegel wird beibehalten, während langsam ein Breitbandrauschen eingeblendet wird, bis es gerade noch akzeptiert wird. Das Verhältnis von Nutz- zu Störschall wird dabei als ANL bezeichnet. Ist zum Beispiel die Sprache bei 63 dB und das Rauschen bei 58 dB, so beträgt der ANL 5 dB.
Der ANL wird in 3 Klassen unterteilt: < 8 dB, 8 dB – 13 dB und > 13 dB. Laut der Studie werden Personen mit einem kleinen ANL mit höherer Wahrscheinlichkeit die Hörgeräteversorgung akzeptieren. Die Erfolgsaussichten in diesen drei Klassen liegen bei: 85 %, 50 % bzw. 10 %. In der heutigen Praxis des Hörgeräteakustikers findet der ANL kaum Anwendung.

## Prüfung
In Lärmbereichen müssen auch Personen mit Hörgerät Gehörschutz tragen. In diesem Fall können Hörgeräte in Kombination mit einer Gehörschutz-Otoplastik zum Einsatz kommen. Hörgeräte, die in Kombination mit einer Gehörschutz-Otoplastik für den Einsatz in Lärmbereichen verwendet werden sollen, müssen das Konformitätsbewertungsverfahren für das Hörgerät als Medizinprodukt der Klasse IIa erfolgreich abgeschlossen haben und somit eine gültige CE-Kennzeichnung aufweisen. Die Prüfung von Hörgeräten für Lärmbereiche erfolgt im Rahmen der Bauartprüfung von Hörgeräten mit einer gültigen CE-Kennzeichnung.
Bei der Prüfung wird die Schallimmission durch Hörgeräte in Anlehnung an die DIN EN 352-7:2003-04 bestimmt, allerdings unter Verwendung anderer Prüfgeräusche und eines anderen Ohrsimulators. Bei den Prüfgeräuschen handelt es sich um Signale mit verschiedenen Frequenz- und Zeitstrukturen aus realen Lärmbereichen, sodass man verschiedene Lärmsituationen wirklichkeitsnah imitieren kann.
Zielgröße der Prüfung ist der Kriteriumspegel. Dies ist der Außenpegel, der am Ohr zu einem diffusfeld-korrigierten Pegel von 85 dB(A) führt. Pegelabhängig dämmender Gehörschutz darf nur bei Tages-Lärmexpositionspegeln bis zum Kriteriumspegel eingesetzt werden. Dieses Prinzip ist in der Verordnung (EU) 2016/425 im Anhang II, Abschnitt 3.5 gefordert und gilt somit auch für die Kombination von Hörgerät und Gehörschutz-Otoplastik.
Schließlich muss per In-situ-Messung (idealerweise am Arbeitsplatz, alternativ in einer Messkabine) nachgewiesen werden, dass die Trägerin oder der Träger der Kombination aus Hörgerät und Gehörschutz-Otoplastik im Lärmbereich in keinem Fall einer Lärmbelastung ausgesetzt ist, die den Expositionswert für den Tages-Lärmexpositionspegel von 85 dB(A) übersteigt. Diese Messung erfolgt durch Hörakustikerinnen oder Hörakustiker.